# John Searle
John Rogers Searle (Denver, 31 de julho de 1932) é um filósofo analítico e escritor norte-americano e foi professor emérito da Universidade de Berkeley, na Califórnia, Estados Unidos. Ele é membro da Academia Americana de Artes e Ciências e da Academia Europeia de Ciência e Arte, destinatário de oito títulos honoríficos, e é membro da Guggenheim Fellow, conferencista da BBC Reith e duas vezes por nomeado Fulbright Fellow.
Searle começou sua filosofia com o estudo do campo da linguagem em Atos da fala, o passo inicial em uma longa viagem ainda inacabada, abraçando não só a língua, mas também nos domínios da consciência e dos estados mentais, da realidade social e institucional,  da racionalidade, da conexão do "eu" (self) com a intencionalidade individual e coletiva, da percepção e do realismo direto e, mais recentemente, na busca de uma explicação de uma estrutura racional como base para a existência de livre-arbítrio na filosofia da mente e na filosofia da sociedade.

## Biografia
O pai de Searle, G. W. Searle, foi um engenheiro eletricista da AT&T, enquanto sua mãe, Hester Beck Searle, era uma médica. Ele cresceu em Denver, Nova York e Wisconsin, onde terminou o ensino médio em uma escola experimental da Universidade de Columbia chamada Horace Mann Lincoln e começou sua educação universitária na Universidade de Wisconsin-Madison.

Tom Tower, na Christ Church (entre 1890 e 1900)

Searle entrou no estudo de filosofia quase que acidentalmente. Ele disse que: 
"Depois que terminei meu segundo ano, eu arrumei um jeito de entrar em um barco e trabalhei para pagar minha ida para a Europa. Quando o verão acabou, eu não queria voltar, então procurei bolsas de estudo em qualquer lugar na Europa". 
Em um golpe de sorte, diz Searle, ele ganhou uma bolsa de estudos Rhodes e, aos 20, chegou em Oxford.
Na Inglaterra, Searle foi educado por Austin, P. F. Strawson, Isaiah Berlin, e Stuart Hampshire. Foi, segundo ele, "um sonho de vida de qualquer intelectual. Estar enraizado em um grupo de pessoas que foram chamados de filósofos analíticos, a melhor coleção de filósofos, junto de um lugar, desde a Grécia". Lá, ele obteve um diploma de graduação e um doutorado em filosofia e ética e de 1956 a 1959, lecionou filosofia em Christ Church, em Oxford. Ele começou a ensinar  e escrever, em Berkeley, dentro dos confins relativamente convencionais da filosofia da linguagem, em 1959.
Durante a Guerra do Vietnã, um amigo de Searle, que era um alto funcionário do Departamento de Estado, o convidou para servir no Departamento, na equipe de planejamento de política onde eles planejavam a política americana. Ele disse: "Não durante a guerra", por que ele era tão oposto à guerra, ele absolutamente se recusou a fazer qualquer coisa que parecia estar dando apoio tácito à guerra. Searle havia sido secretário de estudantes contra McCarthy na Universidade de Wisconsin, e por isso, diz ele, era fortemente ligado as liberdades civis, particularmente na liberdade de expressão. Searle passou a ser bastante ativo no Partido Democrata, e sua carreira docente e de escritor foram interrompidas pelo Movimento liberdade de expressão. Em Berkeley, ele falou vigorosamente contra o filme, "Operation Abolition". Um professor iria mostrá-lo a uma classe de direito e Searle foi convidado a comentar sobre o filme para sua classe. No entanto, o gabinete do chanceler negou sua fala.

" Foi um ultraje. Eles negaram um professor daquela universidade, o direito de abordar os estudantes dessa universidade em uma classe quando convidado por um outro professor na universidade. Eu estava furioso, mas pensei: Eu sou um professor assistente com uma esposa e dois filhos pequenos e eles podem me demitir qualquer hora que desejarem; por isso vou esperar , a minha hora vai chegar. Um dia eu descobri que eu tinha essa maravilhosa arma na minha mão, o Movimento liberdade de expressão. (...) Foi assim como eu me envolvi com o Movimento. " John Searle Professor recalls pros, cons of Free Speech Movement (2004).
Ele foi o primeiro professor titular a participar do movimento de Liberdade de expressão. Quando Searle finalmente voltou ao trabalho, ele escreveu uma série de livros que estabeleceram novas teorias da linguagem e de significado. Seu trabalho foi inicialmente rejeitado como não sendo nem de filosofia, nem de linguística, mas depois provou-se ser extremamente influente nos dois campos.
Searle permaneceu substancialmente desconhecido fora da academia até 1972, quando ele começou a contribuir para o New York Review of Books, que se tornou o fórum para muitos dos debates que teria mais tarde.   Em 1981, Searle vai ao Brasil e apresenta  duas teses conceituais em uma conferência internacional na Universidade Estadual de Campinas. Esta palestra foi publicado em 1986 sob o título  “Notes on Conversation”.
Searle recebeu no ano 2000, o Prêmio Jean Nicod, que é um prêmio concedido anualmente em Paris, para um filósofo líder na área de Filosofia da Mente ou filosoficamente orientado a ciência cognitiva. Searle possui títulos honoris causa da Adelphi University (1993),   da Universidade de Wisconsin (1994), Universidade de Turim (2000), Universidade de Bucareste (2000), Universidade de Lugano (2003).

## Filosofia

### Filosofia da Linguagem
Searle afirma que a filosofia da linguagem foi inventada por Frege. Frege defendeu uma teoria da referência na qual uma expressão tem sua referência de determinada pelo sentido ou modo de apresentação, que foi revista por Bertrand Russell que criou uma teoria da referência direta para responder as conclusões Frege. Searle diz que todas as teorias e propostas na filosofia da linguagem  hoje, são apenas tentativas de responder às perguntas propostas por Frege. Ele afirma que a questão mais geral da filosofia da linguagem é: 
"A questão mais geral na filosofia da linguagem é: como exatamente a linguagem se relaciona com a realidade? Quando eu faço barulho através da minha boca, normalmente posso dizer que faço uma declaração, faço uma pergunta, faço um pedido, ou faço uma promessa, ou faço outro tipo de ato de fala de um tipo que Austin batizou como atos ilocucionários. Como isso é possível, já que tudo o que sai da minha boca é um conjunto de explosões acústicas? Outra forma geral que esta questão leva é: o que exatamente é o significado? O que é para um orador dizer algo e significar algo pelo que ele diz? Qual é o significado das palavras em uma língua, onde as palavras têm um significado convencional?". John Searle SEARLE, John. Philosophy of Language: an interview with John Searle. Revista Virtual de Estudos da Linguagem - ReVEL. Vol. 5, n. 8, março de 2007
Searle apoia que não existe uma linha divisória nítida entre a filosofia da linguagem e linguística, mas a filosofia da linguagem lida com fatos empíricos, e geralmente o objetivo é chegar a certas características universais subjacentes de significado, comunicação e, especialmente, para analisar a estrutura lógica de referência, verdade necessária, atos de fala, etc, e essas análises não são dadas por apenas analisando o fatos empíricos sobre esta ou aquela linguagem particular.  A razão pela qual a filosofia da linguagem não é tão central hoje, diz Searle, é que muitos filósofos, eu por exemplo, viemos a crer que a filosofia da linguagem é ela própria dependente de resultados na filosofia da mente. A linguagem é uma extensão das capacidades biologicamente mais fundamentais da mente humana.
Foi na Oxford de Austin, Ryle e PF Strawson que John Searle foi moldado como um filósofo da linguagem, e foi em Oxford que Searle adquiriu muitos dos traços característicos ( a adoção de um método filosófico centrado principalmente em um tipo informal de análise lógica; o respeito do senso comum e por resultados da ciência moderna, como restrições sobre a teorização filosófica; a reverência a Frege e pelo tipo de clareza estilística que marcou textos de Frege.) que têm marcado sua filosofia no estudo da linguagem desde então.
Searle distinguiu-se em várias maneiras importantes de outros filósofos analíticos. Embora ele ainda concebe a linguagem como parte do centro das preocupações filosóficas, ele vê a linguagem nela mesma no contexto de tais capacidades neurobiológicas e psicológicas do ser humano que sustentam as nossas competências como organismos que usam linguagem. Searle nunca foi um subscritor da visão de que os principais problemas filosóficos poderiam ser resolvidos - ou fez evaporar - apenas por se ponderar sobre o uso das palavras.
A filosofia anglo-americana na primeira metade do século XX foi moldada sobretudo pela nova lógica de inspirada em Frege. Um efeito colateral dos sucessos desta nova lógica era que ela consolidou ainda mais a predominância da concepção aristotélica da linguagem como consistindo essencialmente em declarações ou proposições no história de ser verdadeira ou falsa.

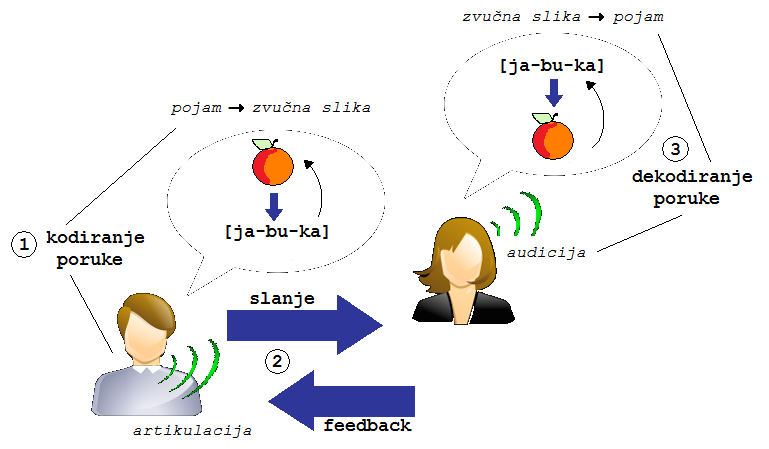
O que é exatamente significado? O que é necessário para um orador para dizer algo e significar algo pelo que ele diz? Qual é o significado das palavras em uma língua, e onde as palavras têm um significado convencional?". John Searle, AN INTERVIEW WITH JOHN SEARLE

Em "Speech Acts", ele tenta enfrentar os problemas da linguagem fregeana dos fatos da linguagem das declarações, referência e predicação, e se afastar dessa nova lógica com atos de fazer declarações, questionamentos, comandos e promessas. Os primórdios dessa ruptura são documentados no ensaio de Austin de 1946 "Other Minds" em uma discussão sobre a forma como usamos frases do tipo "Estou certo de que" e "Eu sei que" na linguagem comum. As ideias de Austin sobre o que ele chamou de "enunciados performativos" foram expressas em palestras que ele proferiu em Harvard em 1955, palestras que foram publicadas postumamente sob o título de "Como fazer as coisas com palavras". Austin apontou também para a existência de um outro conjunto de condições, que têm a ver principalmente com o lado mental do performativos, as condições para o efeito que os participantes devem ter os pensamentos, sentimentos e intenções adequadas para o desempenho de cada determinado tipo de ato.
A conquista de Searle, agora, era dar substância à ideia de Austin em uma teoria geral dos atos de fala movendo para além desta fase de catalogação e fornecendo um quadro teórico no qual as três dimensões da palavra, significado e ação envolviam em atos de fala poderia ser visto como sendo unificado em conjunto nas teorias gerais da Searle de, respectivamente, regras, significados e fatos. Todos os três componentes estão fadados a desempenhar um papel significativo em todo o subsequente desenvolvimento do pensamento de Searle. Ele começa com uma distinção familiar entre o que ele chama de normas regulativas e constitutivas. Regras constitutivas, Searle nos diz, tem a forma básica de que: "X conta como Y no contexto C".
A ação de levantar o dedo em um leilão conta como fazer uma oferta de compra. Um enunciado da forma "Eu prometo aparar a grama" em português, conta como colocar-se sob uma obrigação correspondente. Searle diz que o termo Y em uma regra constitutiva caracteristicamente marca algo que tem consequências na forma de recompensas, sanções ou ações se isso é obrigado a ser feito no futuro. As próprias regras constitutivas raramente ocorrem sozinhas, por isso pode ser que quando se aplica a fórmula "X conta como Y" temos que levar em conta o sistema inteiro de tais regras. Assim, podemos dizer que: agindo em conformidade com a totalidade ou um subconjunto suficientemente grande regras por esses ou aqueles indivíduos deste e deste outro tipo conta como jogar basquete. A hipótese central de Searle agora pode ser formulado da seguinte forma: atos de fala são atos caracteristicamente realizados por pronunciar expressões de acordo com certas regras constitutivas.
Searle coloca que para dar uma análise completa do que isso envolve, o filosofo deve dar conta da diferença entre simplesmente "emitir sons" e "executar atos de fala", e isso significa que ele deve fornecer uma análise, em termos da fórmula "conta como", do que é a significar algo por conta de um enunciado.
A análise que ele dá contrasta com a de Husserl (e Aristóteles), em que ela não começa com os usos da linguagem, ocorrendo em monólogo silencioso, mas sim com atos de fala, atos envolvendo tanto um orador e ouvinte. Searle começa com a pronunciação de sentenças, já que ele segue Frege em conceber a noção "palavra-significados" como derivado de "sentença-significados""). Searle é inspirada, também, pela noção de significado não-natural, avançado por Grice em 1957.
Em sua análise, Searle estabelece o seguinte: Falar que um orador profere uma sentença {\displaystyle T} e quer dizer o que ele diz é dizer que as três condições seguintes foram satisfeitas:
(a) o orador tem uma intenção {\displaystyle I} que sua declaração produza no ouvinte a consciência de que o estado de coisas que corresponde a {\displaystyle T} obtém que,
(b) o orador tenciona produzir esta conscientização por meio do reconhecimento da intenção {\displaystyle I} e que,
(c) o orador pretende que esta intenção {\displaystyle I} seja reconhecida em virtude das regras que regem os elementos da sentença {\displaystyle T}.
A fórmula "X conta como Y" é aqui aplicada dessa forma:
Um certo áudio-acústico evento conta como um enunciado com significado de uma sentença a medida em que estas três condições acima são satisfeitas.
Searle vai mais longe do que Austin no fornecimento de teoria geral dos atos de fala não só o quadro geral é necessário para uma teoria, mas também uma especificação mais rica e detalhada das estruturas dos atos de fala nele próprio.

## Filosofia da Mente
Searle começou trabalhando na filosofia da linguagem e realmente não foi até que ele estava na meia-idade que ele entrou acidentalmente na filosofia da mente. Ele pensou que estava apenas tentando responder como funciona a linguagem, Searle defende, que os ruídos que saem de nossas bocas são apenas ruídos físicos, ondas acústicas, e ainda assim esse é um fenômeno físico natural que tem significado. Com esse pensamento, Searle entrou no campo da filosofia da mente tentando descobrir como é que a partir da física chegamos na a semântica? A partir do ruído encontramos o significado? Então, isso é parte de uma questão geral sobre a natureza da relação entre a realidade humana e da realidade básica, como descrito pela física e química. Por 40 anos, esse tipo de pergunta tem sido uma preocupação constante de Seale. Ele declarou que ele não encontrou nenhum filósofo da mente que diz o que precisa ser dito. É por isso que ele escreve tantos livros sobre o assunto. Ele diz que vai continuar a escrever, apenas porque há muitas visões equivocadas que ainda estão por aí a fora. Ele ressalta que a pior catástrofe na filosofia da mente foi Descartes.

### Problema mente-corpo
Searle argumenta que nossa herança de René Descartes fez com que o problema corpo-mente pareça um problema insolúvel.
Descartes acreditava que mentes e corpos são tipos de coisas radicalmente diferentes, com atributos essenciais distintos e incompatíveis: Corpo é um material inerentemente, movendo-se através do espaço e divisível em partículas; mentes são inerentemente conscientes, e a consciência não é estendida no espaço nem divisível em partes. Como entidades independentes, a mente e o corpo podem, portanto, existirem uma sem o outro. Assim, a pessoa (aquela entidade tem propriedades físicas e mentais) tem duas propriedades que são tão radicalmente distintas, Descartes alega. Assim, o subjetivo, o aspecto da primeira-pessoa da consciência deve ser algo distinto, além e acima, das propriedades neurais subjacentes.
Muitos filósofos, no entanto, assim como muitos, se não a maioria dos cientistas, rejeitam o dualismo em favor do materialismo, em que não haveria nada para além das operações neurais do cérebro. "Há um sentido em que o materialismo é a religião de nosso tempo", Searle observa. No entanto, os materialistas argumenta ele, não exorcizaram o fantasma de Descartes. Ao abraçar o lado da dicotomia cartesiana entre matéria e consciência, com sua visão redutora da matéria, eles não podem oferecer qualquer explicação plausível da mente. A dicotomia os leva a tentar explicar a inexistência dela, ou mesmo a negar pura e simplesmente a realidade da consciência.

### Consciência
Até muito recentemente, Searle acredita que a maioria dos neurobiólogos não consideravam a consciência como um tema adequado para a investigação científica. Ele diz que esta relutância foi baseada, principalmente no erro filosófico de supor que a subjetividade da consciência coloca este assunto além do alcance de uma ciência objetiva. Para Searle, uma vez que os neurobiólogos entenderem que a consciência é um fenômeno biológico como qualquer outro, então ele pode ser investigado neurobiologicamente. Ele diz que a consciência é causada por processos neurobiológicos e é realizada nas estruturas cerebrais, sendo o traço essencial a ser explicado a qualitativa unificada subjetividade.
Consciência, portanto, difere de outros fenômenos biológicos em que ele tem uma ontologia subjetiva ou uma ontologia em primeira pessoa. Essa ontologia subjetiva, aponta Searle, não nos impede de ter uma ciência epistemologicamente objetiva da consciência.

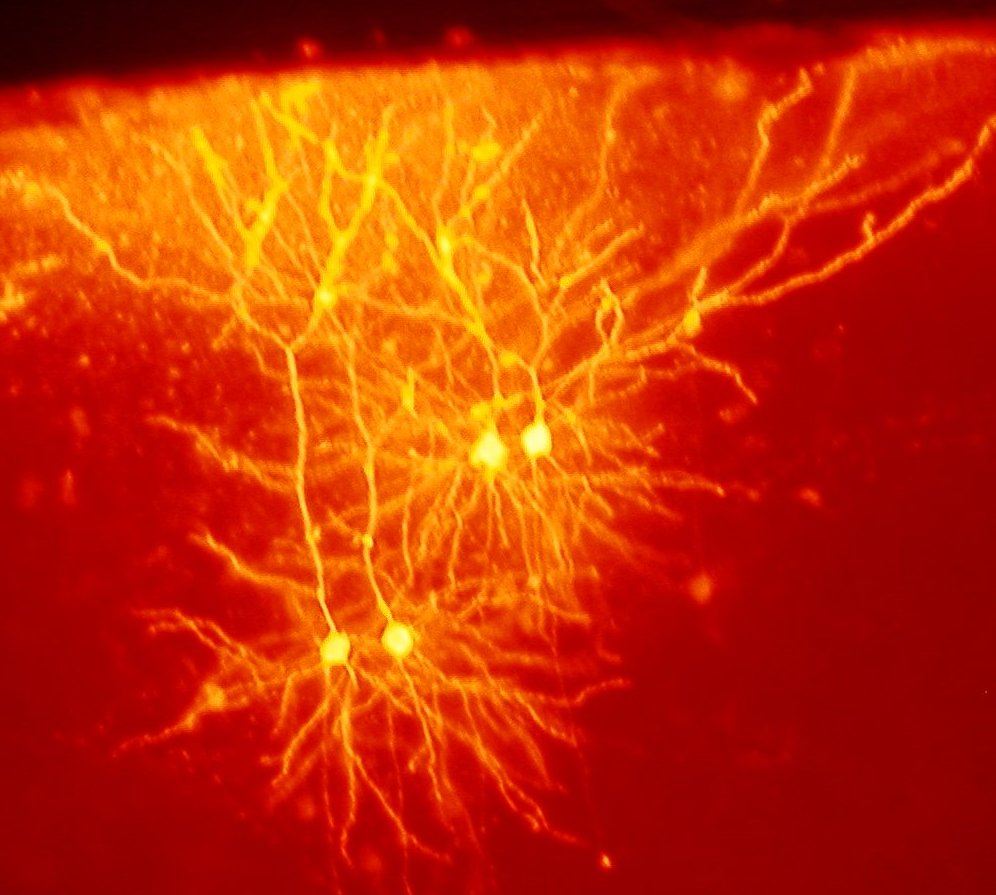
Como é a experiência das minúsculas micro-consciências?

Duas abordagens comuns à consciência são:
1) Aqueles que adotam o “modelo de bloco de construção” do tipo “LEGO”, segundo o qual qualquer campo consciente é composto de suas diversas partes;  e
2) O “modelo do campo unificado”, segundo o qual devemos tentar explicar o caráter unificado de estados subjetivos de consciência.
Searle destas duas abordagens, dá preferência para a teoria do campo unificado sobre a do modelo de bloco de construção.
Searle define a consciência como um fenômeno biológico como qualquer outro. Ela consiste em estados qualitativos e subjetivos interiores de perceber, sentir e pensar. Sua característica essencial é a subjetividade qualitativa unificada. Estados conscientes são causados por processos neurobiológicos no cérebro, e eles são formados na estrutura do cérebro. A investigação de consciência tem sido dificultada por duas visões equivocadas: a primeira, de que a consciência é apenas um tipo especial de programa de computador, um "software" especial que roda no "hardware" do cérebro, e segunda que a consciência era apenas uma questão de processamento de informações. O tipo certo de processamento de informações suficiente para garantir a consciência.
Esses pontos de vista ditam que o cérebro não importa. Qualquer hardware que pode carregar o programa "consciência" ou processar a informação faria tão bem quanto faz o cérebro. Searle acredita, ao contrário, que a compreensão da natureza da consciência crucialmente requer a compreensão de como os processos cerebrais causam e criam a consciência. Searle prediz que " (...) quando nós entendermos como o cérebro faz isto [criar consciência], poderemos construir artefatos conscientes usando alguns materiais não-biológicos que duplicam, e não apenas simulam os poderes causais que têm cérebros. Mas primeiro precisamos entender como o cérebro fazer isto."

### Intencionalidade
John Searle aceita definição básica de Franz Brentano da intencionalidade como a propriedade lógica de um ser sobre um objeto, embora ele geralmente substitui estados de relações para os objetos. Searle toma emprestado da noção de Frege de Sinn, e defende que cada estado intencional tem um conteúdo intencional que determina as condições de satisfação para o estado. É através do conteúdo intencional que o estado intencional está ligada ao seu objeto: Estados intencionais "representam" apenas no sentido de que na linguagem pode ser dito que "representa". Cada estado também possui um modo psicológico que determina a direção do ajuste: Da mente para o mundo ou o mundo à mente. Na crença, por exemplo, a validade (neste caso a verdade) é alcançada quando a mente corresponde ao mundo, em um desejo (ou seja, bem sucedido) se válida quando o mundo vir a corresponder à representação do desejo na mente.
As condições de satisfação para muitos estados Intencionais incluem uma cláusula auto-referencial, a percepção, por exemplo, tem como parte de seu significado que ela seja um estado causado pelo objeto representado por nela. Este aspecto do conteúdo intencional permanece mesmo em experiências alucinatórias em que as condições de satisfação não são cumpridas.

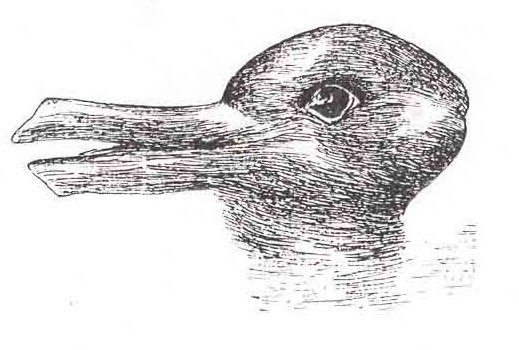
A percepção tem como parte que ela seja um estado causado pelo objeto representado por ela.

Searle define "Intencionalidade", como o poder da mente de representar, a cerca de, ou em se colocar diante de propriedades e estados das coisas no mundo. A natureza da intencionalidade é uma parte muito importante das discussões de Searle sobre a "Filosofia da Mente". Searle enfatiza que o significado da palavra "intencionalidade, (A parte da mente direcionada para/de/sobre os objetos e as relações no mundo independente da mente) não deve ser confundida com o significado da palavra 'intensionalidade" (uma propriedade lógica de algumas frases que não passam no teste de "extensinalidade") Também, Intencionalidade não é o mesmo que intenção. Uma intenção, assim como crenças e desejos, é um tipo de “estado intencional”.

Segundo Searle, a mente humana possui um funcionamento consciente e intencional, e estas são suas características principais. A teoria de Searle está direcionada a explicar apenas a Intencionalidade humana em geral. E apesar de o autor não fazer considerações sobre outros animais, isso não quer dizer que ele pense que tal fenômeno, entendido como biológico e natural, se restringe apenas à espécie humana, que outros animais não tenham estados mentais e que alguns deles sejam intencionais. Searle mesmo considera que outros animais devam possuir tais características, por exemplo, alguns animais superiores com estruturas cerebrais mais semelhantes entre as do homem. Na teoria de Searle se distinguem quatro relações entre os estados intencionais e realidade: Linguagem para objeto; estado intencional para o objeto; estado intencional à infraestrutura psicológica, estados intencionais para a infraestruturas neurológicas. Essa quarta relação apresenta sua base em um tipo especial de causalidade.
Linguagem se relaciona com a realidade, na abordagem de Searle, por oradores para relacioná-la em seus atos de fala. Os agentes da fala usam sentenças para representar o que significa aquilo que eles desejam expressar. A compreensão do significado linguístico, portanto, depende da análise pessoal dos estados mentais intencionais, e assim a relação entre linguagem e realidade se reduz a um caso especial da relação da mente para o com mundo. Estados mentais intencionais, de acordo com Searle, não se relacionam com a realidade do mundo da mesma maneira que as palavras o fazem. Nós não podemos usar uma crença, por exemplo, de uma forma em vez de outra, pelo seu conteúdo intencional determina as suas próprias condições de satisfação. Dizer o contrário nos obrigaria a inventar uma regressão infinita de agentes misteriosos, os homúnculos, cada um usando os estados de representação do menor homúnculos abaixo para significar algo. As condições de satisfação da crença devem parar em algum lugar. diz Searle, e para ele, elas param no primeiro estado intencional, sustentando que o conteúdo intencional da crença logicamente e intrinsecamente determina as suas próprias condições de satisfação. A crença de que a lua é vermelha não pode ser usada para significar a crença de que o gato é preto, apesar de a frase "a lua é vermelha" poderia ser usada para significar "gato é preto", se optamos por usá-la dessa maneira. Por outro lado, os estados intencionais, Searle afirma, são apenas empiricamente ligadas às experiências psicológicas que as incorporam. Percepção, por exemplo, envolve "experiências perceptivas", embora elas seja devem ser distinguidas dos objetos que causam as experiências. Na noção de Searle de um estado intencional "um objeto é referido em virtude de satisfazer um conteúdo intencional", implicando que não é em virtude da forma de percepção de um estado intencional  que se refere a um objeto. Searle apresenta duas relações diferentes. Há a relação entre o conteúdo intencional e realidade no sentido do objeto pretendido, e este vínculo da mente com a realidade é, de acordo com Searle, lógico. Há também a ligação do conteúdo à realidade no sentido de o estado psicológico em que é realizado, e isso, Searle afirma, é contingente. Searle pensa que a sua visão de Intencionalidade foi capaz de mostrar uma relação lógica e intencional entre o estado psicológico e objeto intencionado.

### Searle versus Dretske
Fred Dretske oferece vários níveis de crítica acerca da teoria da intencionalidade de Searle. Especialmente, Dretske faz críticas  sobre questões e reivindicações de Searle relativas à intencionalidade de percepção. Ele apresentou quatro críticas em seu ensaio "A intencionalidade da Percepção". Em suas críticas de 1 a 3, Dretske apresenta o argumento de que a visão não é intencional e que a natureza da experiência de "ver" descreve uma relação puramente causal, não adulterada. Defendo que essas três críticas, Dretske aceita que elas não derrotam a alegação de Searle que a percepção é intencional. Na crítica número 4, Dretske argumenta que a intencionalidade não é intrínseca à experiência. Nesta matéria as intuições de Dretske demonstram que a percepção não é intrinsecamente intencional.
Em sua primeira crítica Dretske argumenta que a tematicidade de uma fotografia é uma questão puramente de causalidade. Partindo do princípio de que isso é verdade de fotos, Dretske pergunta por que isso não é o caso também para experiências visuais.
O argumento de Dretske é o seguinte: o que faz uma fotografia de uma fotografia de uma determinada coisa é que a fotografia é que ela é causada por um objeto, no início de uma adequada (ou seja, não desviante) cadeia causal. Se isso funciona para fotos por que não funciona para experiências perceptivas?
Searle diz que o argumento não funciona para fotos, pois, segundo Searle, as fotos tem uma intencionalidade derivada. As fotografias, como todas as outras representações (externas), derivam sua intencionalidade. A imagem é uma imagem de um objeto só porque existem entidades que pensam sobre as imagens como tendo conteúdo intencionais. A imagem em si não diz respeito a qualquer coisa. A imagem é simplesmente um artefato no mundo. Na melhor das hipóteses, é apenas uma parte de alguma situação que se pode experimentar. Pode-se separar uma foto de suas condições de satisfação.  Conexão causal não é equivalente a tematicidade. Uma pintura de uma casa é diferente de uma imagem casa. Isso é especialmente verdade em arte. Um artista pode tirar uma foto em que a relação causal é uma coisa e o conteúdo representacional é algo completamente diferente.
Intencionalidade, argumenta Searle, é necessária para a experiência de ter o tipo de conteúdo que é preciso, a fim do agente interagir com sucesso (consciente) com o seu ambiente. A causalidade não é um substituto suficiente para intencionalidade. Isso ocorre porque a causalidade em si mesma, não transmite conteúdo. Sem conteúdo intencional nossas experiências não poderiam significar nada. Se nossas experiências não significassem algo para nós, então nós não poderíamos (conscientemente) interagir com o nosso meio ambiente. Nós conscientemente interagimos com o nosso meio ambiente. Assim, a relação entre um observador humano normal e o seu meio ambiente não pode ser uma não adulterada corrente causal.
Em sua segunda crítica, Dretske acusa que Searle muda a questão da percepção de "o que é preciso para ver Sally, para o que é preciso para pensar que vê Sally". Ele acredita que Searle faz isso a fim de proporcionar algum trabalho para a intencionalidade. Estas são duas questões distintas. A primeira diz respeito o que é necessário para ter uma experiência visual de Sally. A segunda, o que é necessário para perceber Sally.
Searle define claramente "percepção" e "ver" como termos de sucesso. Além disso, para Searle se vê que alguém perceba. Para ver (e perceber) é ter uma verídica experiência visual. A "experiência visual" de Searle é equivalente ao uso de Dretske de "ver" na citação acima. Para Searle, quando Dretske fala sobre "ver Sally" ele está falando sobre ter uma experiência visual de Sally. A "experiência visual" de Searle é tudo o que Dretske acredita "ver" deve ser. Uma experiência que ocorre independentemente da compreensão e é, em geral, o resultado de uma relação causal adequada. É a experiência bruta.
Na terceira crítica, Dretske ataca o movimento feito por Searle na pergunta: Quais são as condições de verdade para a declaração "S vê x."? Searle faz esta pergunta e chega à conclusão de que deveria ter as mesmas condições de verdade que "S vê que (x)". Dretske abomina esse movimento. Sua alegação é que 'vê' não é equivalente a 'vê isso'. Ele retorna a uma análise de ver como uma relação causal dois termos. Dretske acredita que os critérios para o que alguém vê é completamente determinado pelo fato objetivo. Ele argumenta que a capacidade de substituir Idênticos um para o outro em declarações como "S vê x" sugere que a declaração é intensional.

"Não é sugerir que ... S vê x (como X matou S) é extensional porque descreve uma relação causal entre S e X? - S vê x porque x afeta S da forma correta, e se x afeta S dessa forma, y afeta S, dessa forma, se, de fato, x é y. Dretske, pg. 164, “The Intentionality of Perception”
O argumento de Searle é que o nosso tratamento de 'S vê x' como uma declaração extensional é errado. Ele afirma que declarações como 'S vê x' são intensional.
Dretske quer responder a esta questão, apelando para o fato objetivo da questão. Se S vê x e x é y,  então S vê y. Isto porque "ver", Dretske afirma, representa uma relação  objetiva de dois termos. "Ver" é um termo que usamos para representar a relação entre S e x (ou y).
Searle quer definir "ver" como algo que alguém faz. "S vê x" descreve uma realização de S. Quando S vê x, S tem uma experiência de x. Além disso S tem uma experiência de x que não é compartilhada com mais ninguém. Isto sugere, diz Seale, que a relação descrita por "ver" não é uma relação objetiva. Ver algo é ter uma experiência subjetiva daquela coisa. Searle define "experiência" como um evento mental consciente. Na afirmação de Dretske acima, ele diz que "S vê x" é o mesmo tipo de relação como "X matou S". Este não é o caso. S pode ser morta por x sem estar consciente disso. Para dizer que S vê x é dizer que S teve um evento consciente mental de x, ou seja, S não pode ver x, sem estar consciente de x.
Dretske em outros lugares; por exemplo, em "Naturalizing the Mind" (1995), "Knowledge and the Flow of Information" (1999),  alegou que alguém pode ter experiências sem ter consciência deles. Ele afirma que, se um sistema tem a capacidade de visão e capacidade cognitiva, então este sistema pode perceber, sem cognição.
Searle diz que a afirmação de que "um ser humano tem uma experiência sem estar consciente disso", para ele, isso é uma contradição. Ele diz que "certamente pode ter coisas acontecem a mim que eu não estou ciente, mas isso não é equivalente a ter uma experiência". Dretske confunde relação causal com a experiência. Muitas relações causais não se qualificam como experiência. Se S vê (está alerta de) uma formiga e, em seguida pisa nela, S está causalmente relacionada com a morte da formiga e tem a experiência de pisar em uma formiga. Se, no entanto, S pisa em uma formiga sem perceber, então S está causalmente relacionada com a morte da formiga, mas S não tem a experiência de pisar em uma formiga. Experiência é sempre do ponto de vista da primeira pessoa. "Ver" é, certamente, usado dessa forma na linguagem. No entanto, ao abordar a questão de como um observador humano normal conceitualmente relaciona com o mundo esse uso de "ver" é inadequado e infrutífero.
Searle acredita que quando é verdadeiro dizer que X vê y deve ser verdade que X vê que isso ou aquilo é a coisa. Ele está convencido de que existe uma diferença importante entre "Eu vejo que" e "X vê que y". Declarações em primeira pessoa são intensionais com relação à possibilidade de substituição, considerando que as declarações de terceira pessoa são extensionais. Searle descreve esta situação dizendo que quando nos relatos de terceira pessoa de ver, usamos o "vê que" a forma estamos comprometidos a relatar o conteúdo da percepção, como ele parecia para o observador, de uma forma que não estamos empenhados em relatar o conteúdo no uso de uma frase de substantivo simples como o objeto direto de "ver".

### Searle versus Dennett
Pode-se dizer que tanto Searle como Daniel Dennett são naturalistas. Ou seja, os dois admitem que a consciência é um fenômeno biológico do homem. Mas Searle discorda de Dennett quanto à existência ou não dos qualia.
Para Searle estes fenômenos existem e são provados pela experiência interna tanto minha como de outras pessoas. Ou seja, qualia são  dados que fazem parte de nosso mundo e que precisam ser explicados por uma teoria da consciência. Ele argumenta que Dennett “nega a existência dos qualia", considerando-os como uma aparência que temos de nossa experiência. Mas tudo pode ser explicado para Dennett levando-se em conta a relação dos "inputs" de estímulos que temos (como no caso do beliscão na pele) e nossas disposições para o comportamento (disposições reativas). Entre os "inputs" e as disposições de comportamento há “processos discriminatórios” responsáveis, na visão de Dennett, por respondermos de modos diferentes com
relação às pressões do meio e para distinguirmos o vermelho do verde etc., entretanto, tal estado de coisas no homem não é diferente daquilo que poderia acontecer em outro  meio físico capaz de realizar os mesmos processos discriminatórios:

" É tudo uma questão de fenômenos de terceira pessoa: inputs de estímulos, estados discriminativos e disposições reativas. Tudo isso pode andar em conjunto porque, na verdade, nossos cérebros são uma espécie de computador e a consciência é um certo tipo de "software", uma “máquina virtual” em nosso cérebro. " Paul Churchland Matéria e consciência: uma introdução contemporânea à filosofia da mente.
Nesta caracterização da teoria de Dennett por parte de Searle, a posição de Dennett é de um funcionalista. Há dentro dessa corrente a opinião de que existe uma analogia entre o funcionamento do cérebro humano e o funcionamento dos computadores. Searle caracteriza esta concepção mais forte de funcionalismo de “Inteligência Artificial Forte”.  Na  visão  de  Searle,  quem defende esta teoria acredita que um número indefinido de tipos de computadores, se pudessem realizar as mesmas funções que desenvolve a inteligência humana, poderiam ser conceituados como tendo uma “mente” no mesmo sentido que o homem. “Antes, qualquer sistema que seja capaz de manipular símbolos físicos de modo correto é capaz de inteligência no mesmo sentido literal que a inteligência humana dos seres humanos”

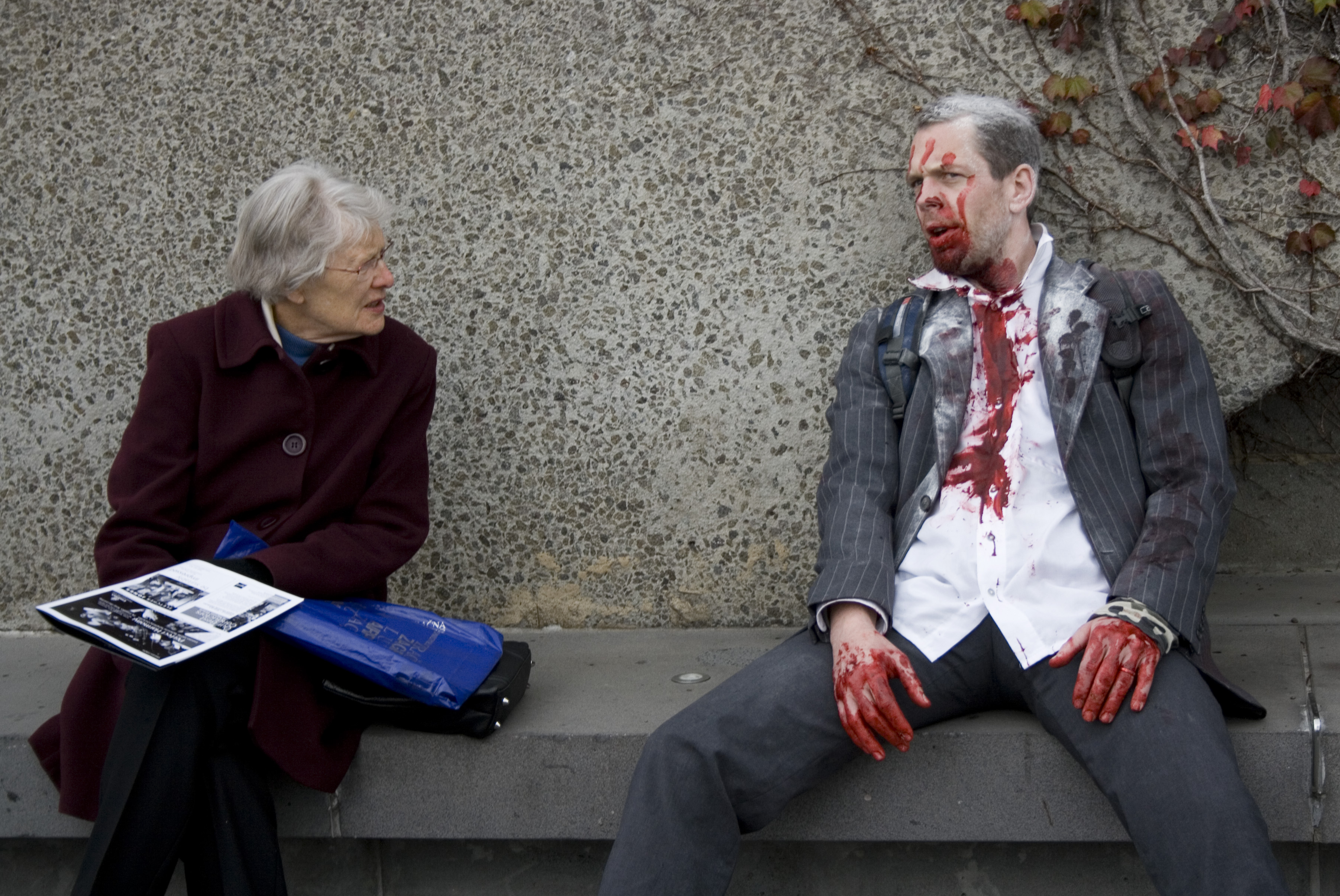
Como poderíamos diferenciar um ser humano de um zumbi inconsciente?

Searle se baseia nas experiências que nós temos em nosso senso comum sobre os nossos próprios estados mentais. Assim, entendemos sua defesa dos qualia e que tem como pressuposto que somos seres autoconscientes e intencionais. A rejeição disso, segundo Searle, implicaria que não  poderíamos diferenciar um ser humano de um zumbi inconsciente. É essa a consequência que ele retira  em relação à teoria de Dennett. Mas, ainda sim, Dennett acredita não está totalmente afetado pelas críticas de Searle. Afinal de contas, como poderemos realmente diferenciar um humano de um zumbi que se comportar como um humano? Isso só seria possível, diz Dennett, se soubéssemos apriori o que são os qualia que caracterizam a atividade humana e soubéssemos quando um agente tem de fato qualia e quando não. Mas é este pressuposto de que realmente sabemos o que é um quale e quando uma pessoa está sendo experienciado que parece que Searle admite sem dar uma explicação a posteriori. Searle deveria, segundo Dennett, defender sua teoria com bases argumentativas mais firmes do que o exemplo do beliscão e de recorrer a pressupostos sobre a realidade dos qualia que estão fundados simplesmente na tradição do pensamento humano. São justamente estes pressupostos que precisam ser provados.
A crítica de Searle a Dennett a todo funcionalismo que rege a concepção da "IA Forte", é que a própria concepção do que nós temos acerca do que seja um  programa de computador o torna incompatível,  conceitualmente falando, a aplicá-lo aos seres humanos. Os programas de computadores, por definição, atuam de forma puramente sintática e formal, através de procedimentos adequados com símbolos como zeros e uns. Mas estes símbolos não tem  significado para o computador. Mas não é assim o que acontece quando temos experiência mental de algo. Por exemplo, quando estou conscientemente pensando sobre minha próxima viagem ou se tenho desejo de comer algo, meus pensamentos possuem efetivamente um “conteúdo”, eles se referem a algo além deles e, portanto, tem um significado: 
 "Se os meus pensamentos são acerca de alguma coisa, então as séries devem ter um significado, que faz que os pensamentos sejam a propósito dessas coisas. Numa palavra, a mente tem mais do que uma sintaxe, possui também uma semântica. A razão por que nenhum programa de computador pode alguma vez ser uma mente é simplesmente porque um programa de computador é apenas sintático, e as mentes são mais do que sintáticas. As mentes são semânticas, no sentido de que possuem mais do que uma estrutura formal, têm um conteúdo." John Searle Mente, Cérebro e Ciência
O argumento que Searle utiliza para diferenciar as atividades sintáticas do computador e as atividades que envolvem a semântica que caracterizam os processos mentais dos homens é o argumento do “Quarto chinês”.

### Quarto chinês
Searle se notabilizou ao propor o argumento hipotético do 'Quarto chinês', no qual critica a visão da possibilidade de duplicação de estados mentais intencionais e  consciência através da Inteligência Artificial Forte. O argumento de Searle contra a Inteligência Artificial Forte é parte de uma ampla posição em relação ao problema mente-corpo. A tese central do IA Forte é que os processos criados por um computador são idênticas aos feitos pelo cérebro e, portanto, podemos deduzir que se o cérebro gera consciência, também o computador deve capaz ser consciente. Para refutar essa posição, Searle desenvolve o seguinte experimento mental.
Searle pede para imaginarmos um sistema onde uma pessoa que não entende o chinês é colocada em um quarto fechado com apenas uma fenda aberta para o exterior na China. O sistema: um ser humano, que compreende apenas o português, equipado com um livro de regras escrito em português e diversas pilhas de papel, sendo algumas em branco e outras com inscrições indecifráveis (o ser humano é a CPU, o livro de regras o programa e o papel em branco e os com inscrições indecifráveis são o dispositivo de armazenamento e o banco de dados). Através de uma abertura são dados papéis com símbolos chineses para esse indivíduo nesse quarto. Em português, (ou qualquer que seja sua língua materna) é dito para ser posta para fora uma resposta (de acordo com as regras do manual que foi lhe entregue previamente) pela fenda. No manual só aparecem os símbolos chineses indecifráveis de entrada e os correspondentes símbolos de saída. Assim, o indivíduo pode localizar os símbolos que são entregues e pode devolver papéis com símbolos diferentes de acordo com as regras do manual. Eventualmente, as instruções farão com que os símbolos sejam transcritos em uma folha de papel pela pessoa que será repassada para o exterior do quarto.
Do exterior, os chineses percebem que o "quarto chinês" (o sistema que está recebendo a entrada de dados na forma de instruções em chinês e está gerando respostas corretas em chinês) da respostas que são, sem dúvida, “inteligentes”. Os chineses que estão fora, concluem que o quarto sabe chinês. Como os chineses receberam respostas satisfatórias, o quarto passa no Teste de Turing.
Searle aponta que nem o livro de regras, nem a pessoa e ou papel entendem chinês. Então, não está acontecendo nenhuma compreensão ou entendimento da língua chinesa. Por conseguinte, de acordo com Searle, a execução do programa corretamente não gera necessariamente compreensão.
Em A Redescoberta da Mente, Searle vai além da tese de que a semântica não é intrínseca a sintaxe. Ele acrescenta que, além disso, a sintaxe também não é intrínseca à física. Ele diz que somos nós, seres com mente, que atribuímos sintaxe a sistemas que, em si mesmos, são meramente físicos. Neste sentido, um computador tem poderes causais exclusivamente devido às suas propriedades físicas, como qualquer outra coisa. A sintaxe não tem papel explicativo algum, porque ela sequer está lá, intrinsecamente. Deste modo, nem dá para falar em "sintaxe implementada". Tudo o que há são "sinucas causais", complexas ou não. Nada está efetivamente "lendo" ou "seguindo" regras formais, em parte alguma. Só há interação causal física, nada mais. Evidentemente, diz Searle, alguma sinuca causal será responsável, de um modo que não compreendemos, por fazer surgir a consciência. Mas a explicação real só poderá ser diretamente física "...nem que, pra isso, revolucionemos a física". Searle conclui que as noções de sintaxe, de sistemas formais, de algoritmo, não têm a menor condição de explicar a mente - ao contrário, tais noções só existem se, antes, existir uma mente que as atribua a algum "sistema" físico.
Searle acredita que o mesmo acontece com um computador. Eles, o computador e/ou IA Forte, lidam com diferentes códigos de processamento de análise sintática que nada têm a ver com a compreensão semântica do conteúdo. Obviamente, o conceito de "Intencionalidade" está no fundo do argumento do quarto chinês contra a Inteligência Artificial Forte. Houve um número bastante grande de discussões e objeções ao quarto chinês, mas nenhuma abalou intuição fundamental do argumento.

### Filosofia da Sociedade
Também o interesse de Searle em instituições, atos e relações sociais, como o seu interesse na filosofia da mente, foi uma consequência natural de seu estudo da linguagem. Atos da fala, afinal, são entidades linguísticas integradas nos ambientes sociais. Searle foi, assim, atraído por questões relativas à constituição e criação de instituições sociais e para a estruturação formal e lógica necessária para existência, sobrevivência e manutenção da sociedade.

#### Fatos institucionais
Searle afirma que entender o que é uma instituição significa conhecer os principais mecanismos de organização social como o por exemplo dinheiro e presidente. Uma nota de cem reais não é doce como uma barra de chocolate, ou saborosa e refrescante como uma coca cola; no entanto, as pessoas aceitam facilmente trocar muitas barras de chocolate ou refrigerantes por uma nota de cem reais. Analogamente, “a palavra cachorro não se parece com um cachorro, não anda como um cachorro, nem late como um cachorro, mas mesmo assim significa cachorro".
Como é possível, do ponto de vista lógico, que desenhos em folhas de papel possam ser utilizados de modo a alterar tão fortemente a realidade social, seja por meio da otimização das relações econômicas, seja tornando possível a comunicação? De acordo com Searle, isso é possível porque os seres humanos possuem uma capacidade mental de atribuir para certos objetos um  status, ou seja, uma qualidade que não pode ser encontrada nas características físicas intrínsecas do objeto, mas que só existe na mente das pessoas, ou, nos termos dele, que são relativas aos observadores:

" Por exemplo, o pedaço de papel na minha mão é dinheiro americano, e como tal, é dependente do observador: É somente dinheiro, porque achamos que é dinheiro. " John Searle Liberdade e neurobiologia (2007).
Além disso, quando as pessoas atribuem esse status para certo objeto, este passa a ser apto a cumprir um tipo especial de função, chamada de função de status, a qual ele não poderia cumprir, tão somente, em virtude de suas características físicas:
" Os pedaços de papel são capazes de desempenhar a sua função não em virtude de sua estrutura física, mas em virtude do fato de que temos um determinado conjunto de atitudes em relação a eles. Nós reconhecemos que eles têm um certo status, contamo-los como dinheiro, e, consequentemente, estes  pedaços de papel são capazes de desempenhar a sua função em virtude de nossa aceitação deles como tendo esse status. " John Searle Liberdade e neurobiologia (2007).
A atribuição desse status é compartilhada intersubjetivamente por meio da intencionalidade coletiva, termo este que já foi utilizado por Durkheim, por exemplo, mas que Searle afirma não ter sido utilizado com o intuito de estabelecer uma diferença entre fatos sociais e fatos institucionais, o que, todavia, assumiria importância para o estudo do dinheiro, uma vez que este, segundo o filósofo americano, é um fato institucional, não podendo ser compreendido apenas por meio do conceito de intencionalidade coletiva, ou de cooperação social.

#### Intencionalidade coletiva e Regras institucionais
Formas de cooperação social e intencionalidade coletiva, afirma o filósofo, podem ser encontradas, inclusive, entre animais que cooperam para caçar uma presa. No entanto, embora a realização de fatos sociais não seja uma exclusividade dos humanos, a existência de uma diferença entre fatos sociais e fatos institucionais poderia ser vislumbrada na afirmação de Aristóteles que conceituou o homem como “zoon politicon"
" Com estas distinções em mente, vamos nos voltar para a realidade social e política. Aristóteles disse a famosa frase de que o homem é um animal social. Mas a mesma expressão na política ", zoon politikon", às vezes é traduzida como "animal político":  "O homem é um animal político". Independentemente da erudição aristotélica, que a ambiguidade deve ser interessante para nós. Existem muitos animais sociais, mas o homem é o único animal político. Portanto, uma forma de pôr a nossa questão é perguntar: O que tem de ser adicionado ao fato de que somos animais sociais para obter o fato de que somos animais políticos? E mais geralmente: O que tem de ser adicionado a realidade social para chegar ao caso particular da realidade política? " John Searle Liberdade e neurobiologia (2007).
De acordo com Searle, a peça que estaria faltando seria na diferença entre as regras regulativas, que simplesmente regulam comportamentos preexistentes, e as regras constitutivas que não apenas regulam, mas criam a possibilidade ou definem novas formas de comportamento. Portanto, Searle diz que um pedaço de papel é dinheiro porque as pessoas atribuem um status para ele de forma coletiva, consoante determinadas regras que tomam a seguinte forma:

 "Um objeto (X) no contexto (C) conta como (Y), ou, mais precisamente, um pedaço de papel (X) num contexto de regras institucionais (Y) possui o status de dinheiro. " John Searle Liberdade e neurobiologia (2007).
Por exemplo, imaginando-se uma falsificação perfeita de uma nota de 10 Reais, que não possa ser diferenciada físico-quimicamente de uma nota verdadeira, o simples fato dessa nota não ter sido fabricada de acordo com as regras constitutivas, impede que essa nota seja dinheiro, uma vez que apenas as notas fabricadas de acordo com as regras constitutivas recebem a atribuição coletiva do status de dinheiro, ou seja, estão aptas a cumprir uma função de status, transformando-se num fato institucional. Em síntese, para Searle, ser dinheiro é cumprir uma função que surge a partir da atribuição de um status, o qual é compartilhado de forma coletiva e atribuído segundo regras constitutivas. Searle leva essa abordagem até as últimas consequências, aplicando-a para explicar a ontologia de todos os fatos institucionais, incluindo a da própria linguagem:

 "Tal e tal pessoa que preencha certas condições é contada como a nossa presidente, esse ou aquele tipo de objeto conta como dinheiro em nossa sociedade, e mais importante de tudo, conforme veremos, uma sequência desses ou daqueles de sons ou marcas contam como uma frase, e, de fato, contam como um ato de fala na nossa língua. " John Searle Liberdade e neurobiologia (2007).
Searle reconhece que dizer que os fatos institucionais se diferenciam dos fatos sociais pela existência de regras constitutivas requer explicar a origem dessas regras constitutivas.  Dizer que as regras constitutivas poderiam ser fatos institucionais seria uma argumentação circular que levaria a um regresso “ad infinitum”, uma vez que se as regras constitutivas são fatos institucionais, então deve haver alguma instituição com regras constitutivas para criar regras constitutivas, que, por sua vez, precisariam de outra instituição com regras constitutivas que criassem regras constitutivas para criar regras constitutivas, “e assim por diante”. A solução proposta por Searle para resolver o paradoxo é que nos casos primitivos, não é necessário estabelecer um procedimento e criar uma instituição para determinar que as pessoas atribuam status para certos objetos ou pessoas, uma vez que isso pode acontecer de forma natural, ainda que as pessoas não estejam totalmente conscientes do que elas estão fazendo. Ou seja, elas podem, por exemplo, seguir as ordens de uma pessoa, ou chamá-la para arbitrar seus conflitos, ou, ainda, pedir conselhos a ela sem possuir termos como “chefe”, “juiz”, ou “conselheiro”, ou alguma regra imposta determinando que certa pessoa (X) num contexto (Y) conta com “chefe”, “juiz”, ou “conselheiro”.  Com efeito, as pessoas podem agir dessa forma porque consideram certa pessoa como sábia, justa, ou como tendo um talento para liderar. Contudo, diz Searle, quando essa prática se torna regularizada e estabelecida, então ela se transforma numa regra constitutiva.

### Racionalidade
No livro Racionalidade em Ação,  Searle argumenta que as noções de padrão de racionalidade são gravemente falhas. John Searle estabelece seis reivindicações daquilo que ele chama o modelo clássico de racionalidade e mostra porque elas são falsas.
1. Ações racionais nem sempre são causados por crenças e desejos.
2. Racionalidade não é primariamente uma questão de seguir as regras.
3. Não há nenhuma separada faculdade de racionalidade.
4. Fraqueza da vontade é uma consequência natural da lacuna no processo de executar uma ação que deve ser pressuposta.
5. Há razões independentes de desejo para se executar uma ação.
6. Razões incoerentes para uma ação são comuns e inevitáveis.

De acordo com o que ele chama de Modelo Clássico, a racionalidade foi inspirada no pensamento de Hume que diz que "A razão é e deve ser uma escrava das paixões". Searle diz que esta é a maneira de Hume de dizer que não há razões independente de desejo para agir, "uma reivindicação que está no coração do modelo clássico".

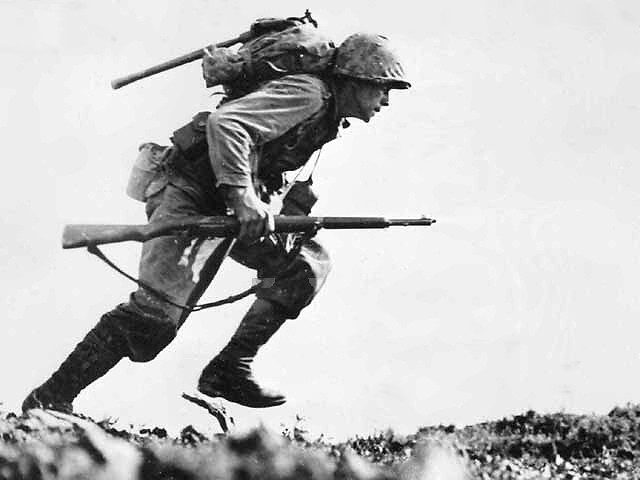
Seria plausível ter desejos que não buscam seu próprio bem-estar? Não seria irracional agir contra o seu próprio bem-estar?

A teoria da decisão é vista como algo como um trilho de trem: Você embarca em um ponto com suas crenças e desejos e as regras da racionalidade lhe compelem o caminho todo até uma conclusão no outro ponto. Searle dúvida que esta imagem de racionalidade possui uma geralidade. Ele ressalta que os seus axiomas exige que alguém que valorizava 50 centavos e valorizava sua vida poderia, em algumas probabilidades, apostar a sua vida para 50 centavos. A teoria da decisão prega que "É sempre racional para maximizar a utilidade". Mas, afirma Searle, que não há chances de que poderiam nos inclinar a apostar a vida de nossos filhos na possibilidade de ganhar qualquer prémio de loteria. Searle insiste que ele nunca faria isso e acredita que isto é perfeitamente racional.

Ele aponta um outro fato estranho no modelo clássico da racionalidade humana, o fato de ser perfeitamente possível tomar uma decisão racional sobre algo que o indivíduo acredita possível ser feito; e concluir que essa ação é realmente aquilo que ele deseja fazer, mas quando chega o momento de ser feita ação, o indivíduo não faz a ação que ele acredita e deseja fazer!

Searle mostra, por exemplo, que ao contrário da visão filosófica tradicional, fraqueza de vontade é muito comum. A "fraqueza da vontade" tem sido um enigma filosófico por que, diz Searle, as ações racionais humanas necessitam intencionalidade além das crenças e desejos que o indivíduo tem em sua mente. Ele aponta o absurdo da afirmação de que a tomada de decisão racional começa sempre a partir de um conjunto consistente de desejos.
A tomada de uma decisão racional, argumenta ele, é muitas vezes sobre a escolha entre as razões conflitantes para a ação. De fato, o ser humano se distingue pela sua capacidade de ser racionalmente motivado por razões independente de desejos para executar a ação. Searle apresenta uma teoria alternativa sobre o papel da racionalidade no pensamento e ação.
Um ponto central da teoria de Searle é que somente as ações irracionais são diretamente causados por crenças e desejos, por exemplo, as ações de uma pessoa sob o domínio de uma obsessão psicológica, um vício ou dependência física. Na maioria dos casos de ação racional, existe uma "lacuna" entre o desejo motivador e tomada de decisão real. O nome tradicional para essa lacuna é "liberdade de escolha". De acordo com Searle, toda atividade racional pressupõe livre-arbítrio. Para a racionalidade só é possível onde se tem uma noção de escolha entre várias opções racionais, bem como opções irracionais.
Para esse teórico, não há nenhuma ação que não seja intencional. A intencionalidade prontifica e dá suporte à ação. Desse ponto de vista, todo estado mental tem uma forma primitiva de funcionar que envolve uma crença e um desejo.
A crença consiste na ideia construída a partir da experiência; portanto, está relacionada ao já vivenciado. Já o desejo é formado a partir da crença, pois é o fato de conhecer algo ou de ter consciência de sua existência que permite desejá-lo. Searle discute a ação pela intencionalidade e pelo sentido.

#### Livre-arbítrio
Searle diz que a  questão primordial na Filosofia contemporânea é essa: "Como podemos enquadrar a concepção de nós mesmos como agentes conscientes, criadores de significados, livres, racionais, etc, com um universo que consiste inteiramente de não-pensantes, sem sentido, sem liberdade, não-racionais, partículas físicas?".
Searle se propõe modificar o método tradicional de analise do problema do livre-arbítrio recorrendo à análise conceptual, para remover algumas confusões filosóficas, de modo que o que fique do problema seja essencialmente um problema de saber como funciona o cérebro humano.
Para Searle podemos tratar o problema do Livre-arbítrio como, pelo menos em parte, um problema neurobiológico mediante a prossecução da seguinte pergunta: “Como o nosso cérebro precisa trabalhar em ordem para que nós tenhamos livre-arbítrio, e que substituições por "x" e "y" na seguinte declaração, S, tornaria S verdade? (S) Se meu cérebro está funcionando na forma x em um momento em que eu faço a ação A e y for verdade, então eu livremente fiz a ação A (ou exercitei o livre-arbítrio em fazer A).
Deste tipo de abordagem criada por Searle seguem-se duas consequências filosoficamente relevantes. O compatibilismo deixa de ser uma solução. Para Searle:
 "A tese do determinismo assevera que todas as ações são precedidas por condições causais suficientes que as determinam. A tese do livre-arbítrio assevera que algumas ações não são precedidas por condições causais suficientes. Definido desta maneira, o livre-arbítrio é a negação do determinismo."John Searle "A Filosofia e os Factos Básicos" – (primeira parte do livro - "O Livre-Arbítrio como Problema na Neurobiologia")
O espaço conceptual do compatibilismo é assim inexistente. Igualmente, o problema da responsabilidade moral não é objeto da reflexão de Searle acerca do livre-arbítrio.  Se o livre-arbítrio é real tem de existir um determinado conjunto de características do cérebro que concretize neurobiologicamente tal livre-arbítrio. Ou seja, a questão é de saber se o estado neurológico total do cérebro de uma pessoa antes da decisão ser feita é causalmente suficiente para determinar o estado neurológico total do seu cérebro depois que a decisão foi tomada. Se sim, então não existe livre-arbítrio. Caso contrário, e dadas certas suposições acerca da consciência, existe livre-arbítrio.

Searle considera que a maior parte dos neurobiólogos defendem  a hipótese a qual o livre arbítrio é algo que experienciamos, mas que efetivamente é uma ilusão. Deste modo, a nossa experiência da liberdade não desempenha nenhum papel explicativo ou causal no nosso comportamento. Essa hipótese  representa assim o triunfo do determinismo.

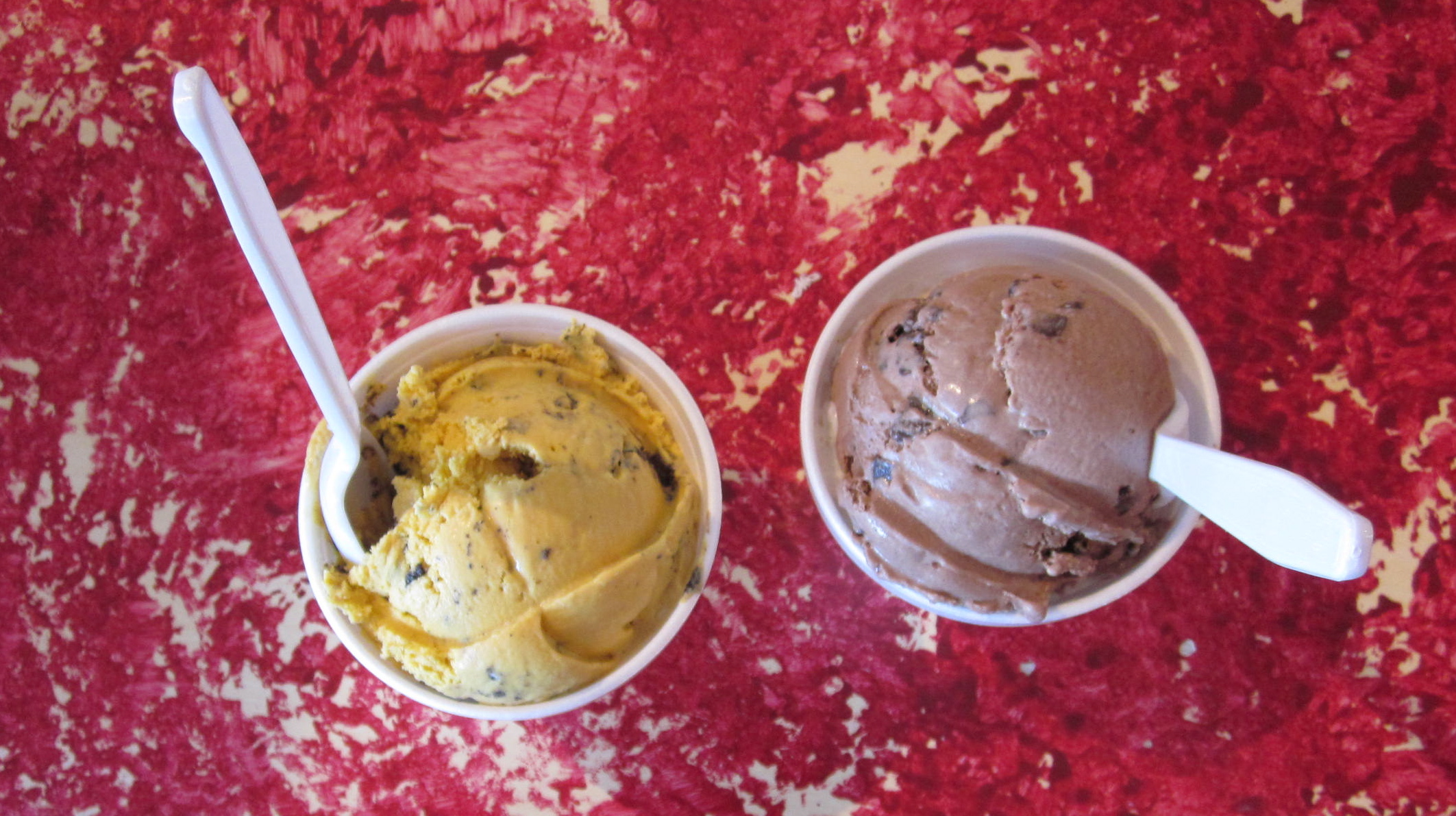
Escolha livremente:
Creme ou chocolate?

Searle acredita que a hipótese de que existe livre-arbítrio, substitui um mistério ( livre-arbítrio) por três ( livre arbítrio, consciência e indeterminismo quântico).
Searle afirma que "(...) é muito tentador e até irresistível pensar que a explicação da experiência consciente do livre-arbítrio deve ser uma manifestação do indeterminismo quântico para o nível de  tomada de decisão consciente e racional". Searle aceita relutantemente que a hipótese  neurológica determinista é mais mais adequada à nossa visão global da biologia e mais provável, dado ser mais simples (simplex sigillum veri).
Contudo, essa a hipótese  nos dá  um resultado incrível. Ele afirma que se os cientistas nos mostrassem que a tomada de decisão livre e racional não existe, seria impossível se aceitar livre e racionalmente que livre-arbítrio não existe. O carácter paradoxal da afirmação é óbvio, e portanto, Searle conclui que o problema do livre-arbítrio continua naturalmente em aberto.

### Naturalismo Biológico
"Naturalismo biológico" é o nome dado por Searle a sua abordagem ao que é tradicionalmente chamado o problema mente-corpo. Searle o apresenta como uma teoria da consciência, mas em geral, prefere afirmar que "O naturalismo biológico é uma teoria de estados mentais".
Desde que passou a se dedicar à filosofia da mente, Searle defende a sua solução para o problema mente-corpo, por ele chamada de "naturalismo biológico". Essa concepção positiva da mente (oferecida como alternativa após a negação do modelo computacional e demais concepções fisicalistas da mente) se baseia nas teses de que os fenômenos mentais, cujo mais importante é a consciência, são causados por processos cerebrais no micronível e realizados no sistema cerebral no macronível. Dessa simultânea causação e realização (para ele algo muito comum na natureza) resultaria que os fenômenos mentais são fenômenos biológicos, como a digestão, a mitose ou a secreção de enzimas. Mas há uma quarta tese que desempenha um papel fundamental na teoria de Searle, a tese de que os fenômenos mentais têm um modo de existência subjetivo, na medida em que eles só existem quando são vivenciados por um sujeito. Justamente em virtude desse modo de existência subjetivo, os fenômenos mentais conscientes seriam ontologicamente irredutíveis a fenômenos objetivos (como os processos cerebrais). Temos assim quatro teses básicas do naturalismo biológico de Searle:
1. A consciência é causada por processos cerebrais;
2. A consciência é uma propriedade sistêmica do cérebro;
3. A consciência é um fenômeno biológico;
4. A consciência é ontologicamente irredutível a fenômenos objetivos.

Searle nega o dualismo cartesiano, a ideia de que a mente é uma forma separada de substância do corpo, pois isso contraria toda a nossa compreensão da física, e ao contrário de Descartes, ele não traz Deus para ajudar a resolver o problema. Searle também acredita, contrariamente a posição cartesiana, que animais são conscientes.
Pode ser tentador ver a teoria de Searle como uma espécie de dualismo de propriedades, uma vez que, na opinião dele, as propriedades mentais de uma pessoa são categoricamente diferentes das suas micro-propriedades físicas. As micro-propriedades físicas têm "ontologia de terceira pessoa", enquanto as propriedades mentais "ontologia de primeira pessoa". A Micro-estrutura física é acessível objetivamente por qualquer número de pessoas, como quando diversos cirurgiões cerebrais inspecionam hemisférios cerebrais de um paciente. Mas a dor, o desejo ou crença são acessíveis subjetivamente pela pessoa que tem a dor, o desejo ou crença, e ninguém mais tem esse modo de acesso ao estado mental. Searle diz que o epifenomenalismo não pode responder como pode a consciência ser causalmente redutível aos estados neurobiológicos do cérebro e ainda assim ser ontologicamente irredutível a eles. Somente quando os epifenomenalistas entenderem que "A consciência é um fenômeno de primeira pessoa causado por processos físicos no cérebro" que eles poderão entender que isso é mais que possível e é um fenômeno real. Em defesa de seu argumento Searle afirma que o epifenomenalismo decorre de três erros:
1. A pressuposição das categorias dualistas;
2. A pressuposição de que toda causalidade deve seguir o modelo de objetos físicos empurrando outros objetos físicos;
3. A pressuposição de que, para qualquer nível de causalidade, se podemos fornecer um relato do funcionamento desse nível em termos das microestruturas mais básicas, então o nível inicial era causalmente irreal, epifenomênico – ineficaz.[131]

Searle argumenta contra o primeiro erro que, se observamos a nossa história.
biológica podemos ver que a consciência humana e animal se mostraram essenciais para evolução de nossos organismos.

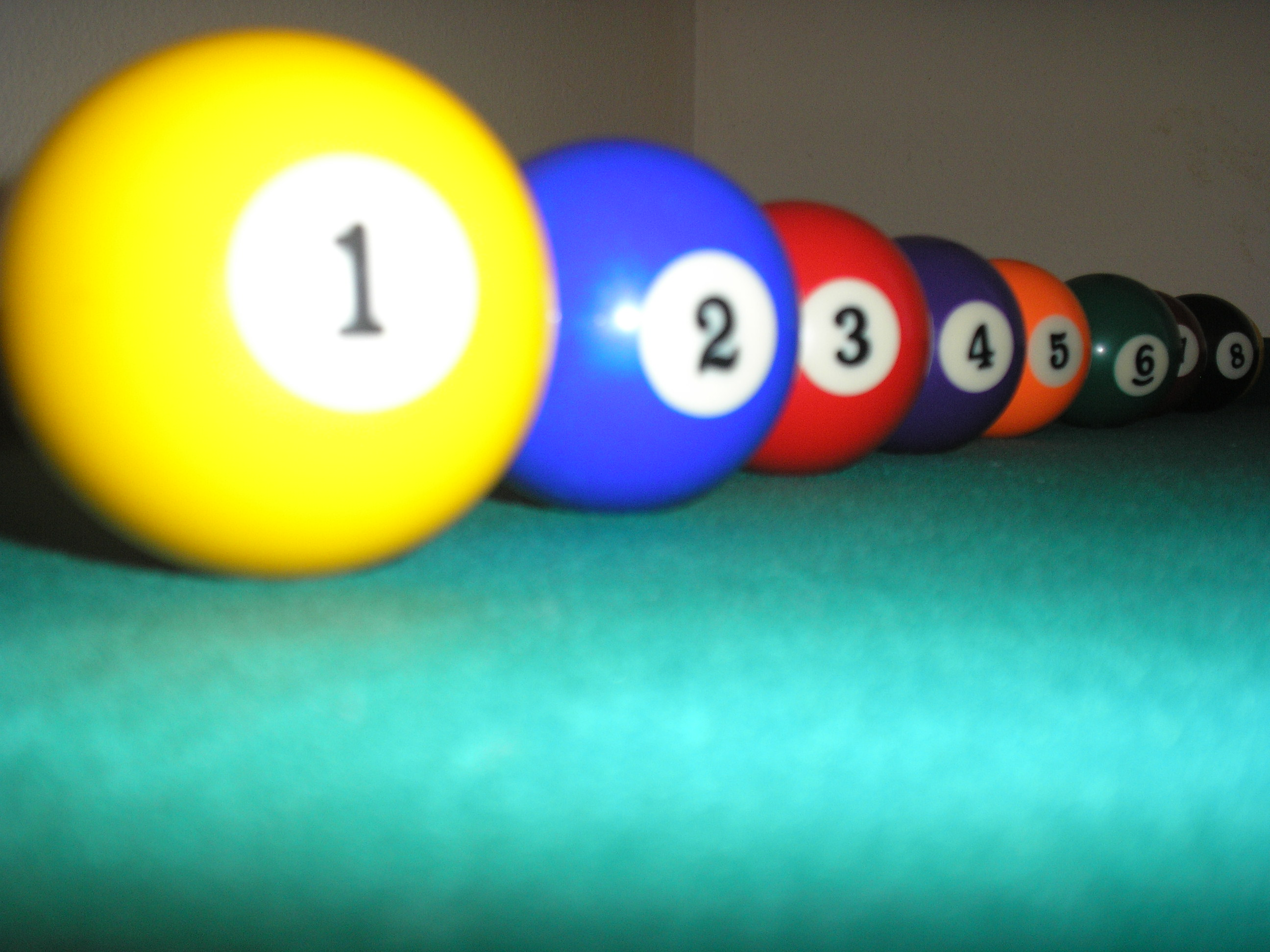
A noção de causalidade deve ficar presa somente à noção de transferência de forças entre corpos?

 Ela não se apresentou como um resíduo sem nenhuma causação, sem ela não teríamos conseguido chegar até onde chegamos.  A pressuposição que o epifenomenalismo toma como base é a forma "Humeana" do  modelo-padrão de causalidade, o modelo de "bola de bilhar". Para Searle, esse modelo-padrão não leva-nos a uma boa compreensão de como a consciência pode causar efeitos em um mundo físico. Ela apenas obscurece e confunde a relação de causalidade entre a consciência e o mundo. Essa relação se mostra ainda mais confusa se a adicionarmos ao dualismo, que apresenta a mente como uma entidade ectoplásmica não-material.
O conceito de causalidade Newton precisou ser reformulado para poder acomodar as explicações de diversos eventos físicos, como por ex., o efeito da gravidade sobre os corpos. Foi necessário incluir o conceito de relatividade do luz, de campo de força e de malha de tempo/espaço. E com isso não mais se pensou na gravidade como uma questão de fios invisíveis que prendiam os planetas uns aos outros. Da mesma forma, no segundo erro empírico, a noção de causalidade não deve ficar presa somente à noção de transferência de forças entre corpos (empurra-puxa). Assim ela se amplia e nos ajuda a compreender melhor a eficácia causal da consciência, ao postular que não é necessário que haja um objeto físico ligando a mente e o cérebro.
A objeção de Searle ao terceiro erro é feita através do fato de que poder “fornecer um relato causal em nível inferior não implica que os níveis superiores não sejam reais, apenas mostra descrições diferentes em níveis diferentes de um determinado sistema causal”. Ou seja:
Nossa aceitação provisória da eficácia causal da consciência não é ameaçada se assinalarmos que qualquer explicação no nível da consciência tem como base fenômenos físicos mais fundamentais, porque é verdade em relação a qualquer sistema físico que as explicações causais de níveis superiores têm como base explicações microfísicas mais fundamentais nos níveis inferiores. John Searle " Mente, linguagem e sociedade: Filosofia no mundo real(página 63)" 
Searle não pretende provar que o epifenomenalismo é logicamente falso, mas apenas que é empiricamente falso. Ele tenta “eliminar as razões para pensar que o epifenomenalismo tem de ser verdadeiro”.

Uma descrição física da consciência poderia explicar seu caráter essencialmente subjetivo?

Searle rejeita o  epifenomenalismo, o dualismo de propriedades e qualquer tipo de dualismo, a alternativa tradicional para o monismo, alegando que a distinção é um erro. Ele rejeita as ideias de que porque a mente não é objetivamente visível, não cai sob a rubrica do fisicalismo.

Searle argumenta que o problema mente-corpo tradicional tem uma "solução simples": os fenômenos mentais são causados por processos biológicos no cérebro e são neles mesmos características do cérebro. Mais precisamente, os estados mentais são macro-propriedades de neurônios (nível superior do cérebro) em muito, da mesma maneira que a solidez de um corpo é a macro-propriedade das moléculas (nível inferior da matéria). No entanto, Searle também sustenta que o mental é "real e ontologicamente irredutível" ao físico, uma visão que decorre do seu entendimento da situação e da natureza da consciência.  Searle acredita que a consciência é essencial para a mente; subjetividade é essencial para a consciência, e não puramente objetiva. A descrição física da consciência nunca poderia captar ou explicar seu caráter essencialmente subjetivo. No entanto, Searle defende que irredutibilidade é um resultado "trivial" de nossas "práticas de definição" e é totalmente compatível com sua teoria.

Searle se qualifica como um racionalista biológico, sendo sua obra sobre a relação entre a mente e o corpo, uma crítica, a modularidade da mente e da linguagem do pensamento de Jerry Fodor, ao Eliminativismo, ao Externalismo apresentado nos trabalhos de Hilary Putnam e Tyler Burge, e a outras correntes da Filosofia da mente. 

O exemplo filósofico do "quarto chinês" é uma forte crítica ao Funcionalismo, Comportamentalismo e principalmente, à IA Forte. Pela teoria do Naturalismo Biológico, Searle costuma ser objeto de muitas críticas em seu campo de atuação e reflexão, notadamente por pensadores como David Chalmers e Daniel Dennett.

### Realismo Externo
"Realismo" é notoriamente um termo vago e ambíguo. No entanto, Searle nos oferece uma breve descrição razoavelmente clara de seu "realismo externo", que ele atenua como a visão de que "Há um mundo real que existe independentemente de nós ". O realismo externo Searleano apresentado em Mind, Language, and Society: Philosophy in the Real World (Mente, linguagem e sociedade: Filosofia no mundo real) é a tese de que "existe um mundo real que é totalmente independente dos seres humanos e do que eles pensam ou dizem sobre ele" ou, alternativamente, que "há um caminho que as coisas são independentemente de nossas representações". Isto é, o mundo é independente das nossas representações, percepções, mentes, linguagem, ou qualquer esquemas conceituais. Dada essa caracterização de Realismo Externo (RE), é fácil ver porque Searle declara incompatível com o "idealismo", um termo "que serve para todos" que Searle usa para as visões, segundo a qual "a realidade é, em última análise [. . .] Constituída por nossas percepções e outros tipos de representações". Consequentemente, Searle insiste em que George Berkeley, David Hume, Kant e Hegel  são todos inimigos jurados do (RE), assim como também uma série de filósofos recentes (Hilary Putnam, Nelson Goodman, Richard Rorty, Thomas Kuhn, Jacques Derrida, etc.) para quem o mundo não é encontrado como realmente é, pois o mundo é formado por linguagens, paradigmas, categorias ou esquemas conceituais.

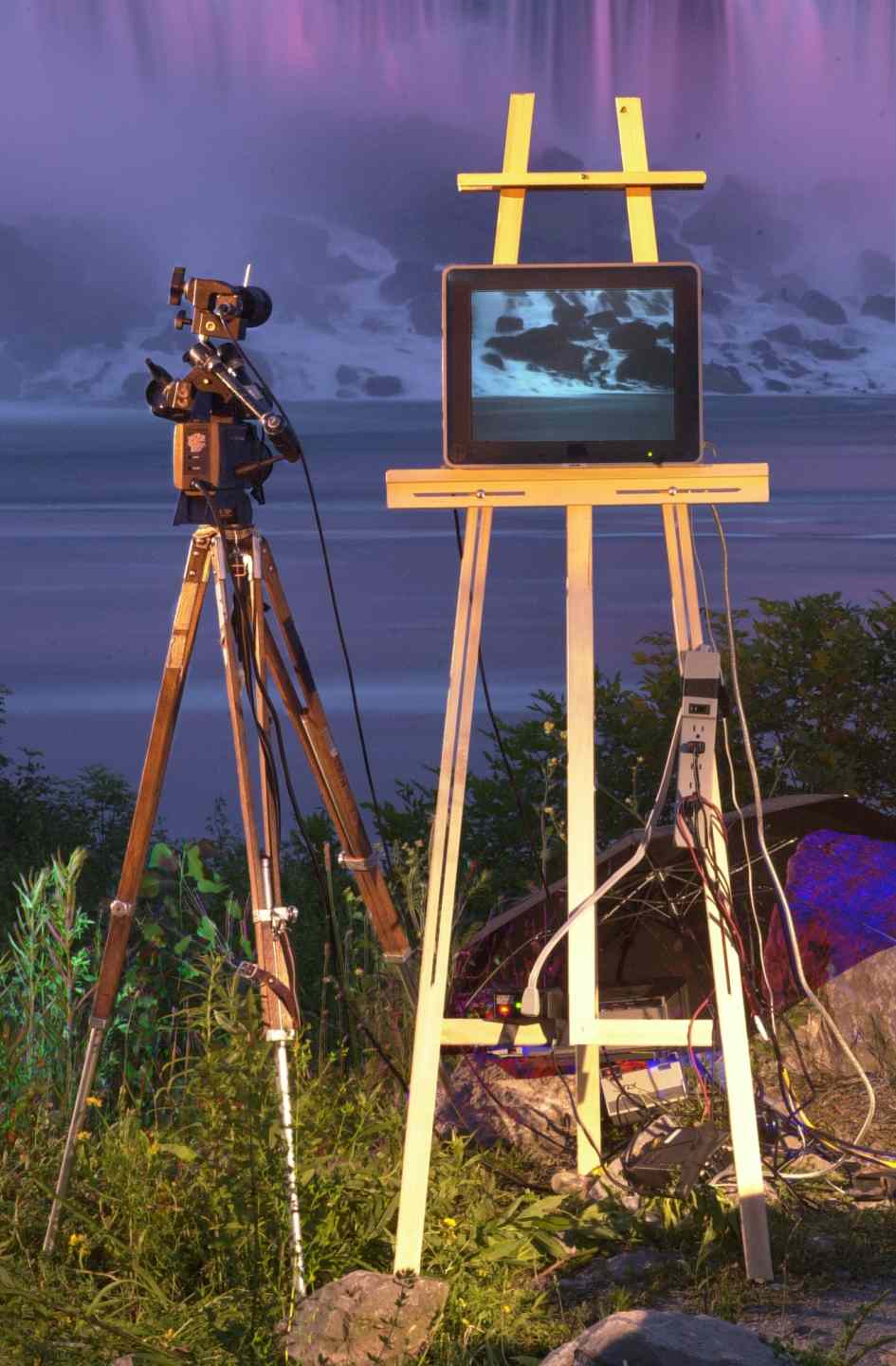
Seria a realidade constituída por nossas percepções e outros tipos de representações?

Quanto à realidade, Searle nomeia seu ponto de vista chamando-o “realismo externo”. Esse termo indica a concepção de que existe um mundo real, independente dos seres humanos (das mentes em geral, podendo ser de animais) e indica a diferenciação de outros realismos, como o realismo matemático, o realismo ético, etc.
Para Searle, o que seduz no idealismo é a sua resposta ante o ceticismo, por exemplo: Como podemos saber, por mais prova que tenhamos, se existe um mundo independente de nossos pensamentos? A resposta idealista é que todo o mundo é criado pelas minhas representações, por isso, enquanto eu não estiver me contradizendo, permanece a aparência de realidade fenomenal. Desse modo, a resposta do idealismo para a dúvida cética é que a distância entre as minhas representações e o mundo exterior é eliminada. Se tudo é representação não há distância entre o sujeito e a realidade da qual possa encampar o ceticismo, assim, a realidade consiste em “aparência sistemática”. Apesar do ceticismo, Searle acredita que a principal motivação do anti-realismo é que ele “satisfaz um desejo básico de poder” (vontade de potência), pois aceitar que dependemos de uma realidade exterior a nós parece duro demais. Para Searle é errado representar o realismo como um ponto de vista, pois negar que existe uma maneira de se verificar como as coisas são no mundo, independentemente de nossas representações, já seria um fato sobre como o mundo é, e pressuporia, portanto, o realismo.

### Filosofia da percepção
Eis uma questão antiga na filosofia da percepção: Aqui estou eu, olhando para a tela do meu computador. Presumivelmente, eu realmente estou vendo essa tela. Mesmo assim, eu poderia estar tendo uma experiência alucinatória exatamente como a que eu estou tendo agora sem qualquer coisa estar na minha frente. Então como pode a experiência que estou tendo realmente envolver consciência direta da tela?
Parece que a presença da tela não é essencial para a maneira como a experiência é. Tradicionalmente, esta questão foi utilizado para levantar preocupações céticas quanto a experiência perceptiva e motivar a tese de dados sensoriais, segundo a qual experiências perceptivas, mesmo as mais verídicas, estão diretamente ligadas a objetos mentais ou privados e apenas indiretamente conectados a seus objetos físicos.
Na filosofia da percepção, o que a Searle interessa é o que poderia ser chamado de "problema semântico" da experiência perceptiva. Trata-se do fato de que as experiências são dirigidas a objetos. Isto é o que Searle e  outros filósofos chamam a intencionalidade da experiência.

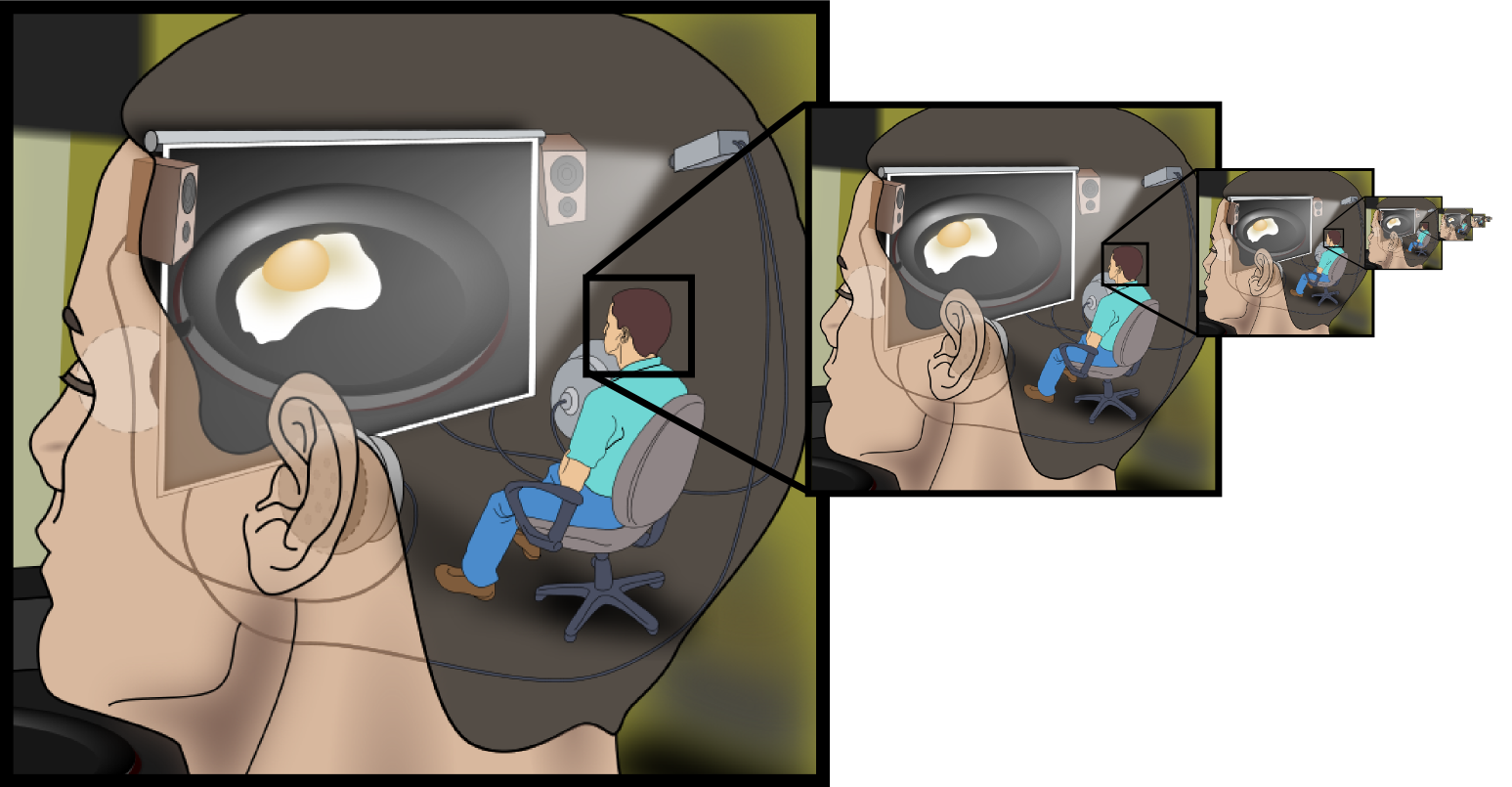
"Percebemos apenas ideias. Portanto, os objetos são ideias." _{(Berkeley)}

O que faz com que seja o caso que é esta tela que você está experimentando visualmente que é o que aparece para você de tal e tal forma, tamanho e cor? O problema aqui é que não há nada na característica de sua experiência visual para distinguir esta tela de qualquer tela de outro computador que pareceria exatamente como ela. Se esta tela foi substituída instantaneamente por uma outra, você não iria e não podia dizer a diferença. Assim, a resposta de alguns filósofos para a questão de por que essa tela de computador é aquela que você está tendo a experiência é que ela é o que provoca (em uma maneira característica específica) a sua experiência. visual. Se tivesse sido outra tela em seu lugar, a outra tela teria sido o que você está experimentando. Se esta tela fora substituída por uma outra instantaneamente, a outra tela teria imediatamente tornar-se o que você está experimentando.
John Searle considera esta uma resposta indesejável. Não é tanto que a resposta está incorreta como que é dada a partir do "ponto  de vista da terceira pessoa." É o tipo de resposta que seria dada à questão, o que faria uma fotografia de uma tela de computador uma fotografia desta tela? Nesse caso, uma direta resposta causal é claramente o caminho certo. Para ser a tela "na" fotografia, esta tela teria que ter refletido a luz para a lente da câmera e para o filme ser exposto, etc. Se uma tela diferente foi aquela que fez isso, teria sido esta outra tela na imagem. Apelando para o análogo fato causal no caso da experiência visual "falha", segundo Searle, "para responder à pergunta de como este fato entra no conteúdo intencional". Searle chama isso de "pergunta interna de primeira pessoa".
John Searle aponta o problema de que a experiência exige que ela seja satisfeita pela presença da minha caneta e não apenas por uma caneta com idênticas características a essa minha caneta. Ele resolve o problema de como é que as nossas percepções são "de" objetos particulares no que ele chama de "problema da particularidade."

#### Problema da particularidade

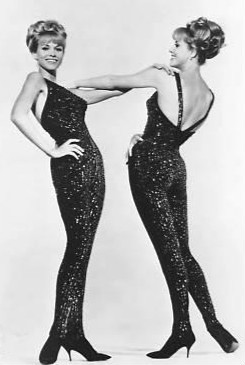
"Como podem as experiências encontrarem seus objetos?" _{(Kent Bach)}

Esta argumentação procura remediar quaisquer objeções à consideração de causação intencional de percepções proposta por ele. Searle argumenta que a causação intencional é apenas uma subespécie dentre uma vasta gama de causalidades. A noção de causalidade é difícil de definir, na sua integralidade. Porque todos nós percebemos e fazemos ações, no entanto, todos nós temos a experiência direta de "fazer algo acontecer," tais ideias são as razões para sua convicção que a teoria causal não vai resolver o "problema da particularidade" e, portanto, Intencionalidade, precisa ser revista.
John Searle tem a noção que a Teoria causal da percepção não consegue explicar como, no exemplo a seguir, todos esses fatos se tornam uma parte do conteúdo intencional. Searle prevê a "Problema da Particularidade" assim:
" O que é, sobre a experiência visual de Jones aqui na nossa Terra, que torna o caso de que ela só pode ser satisfeita por uma mulher em particular previamente identificada e não por alguma outra mulher que por acaso pode ser uma tipo-idêntica à aquela mulher, que Jones pode dizer  a diferença ou não? "J. Searle 
Em outras palavras, a teoria causal deixa de explicar como é que Jones é capaz de ver uma mulher em particular previamente identificada.

Em outras palavras, é a "indexicalidade" de ambos e do cenário e da rede que nos permitem apontar um determinado objeto de percepção; "indexicalidade" caracteriza a percepção com as teorias que pressupõem uma forma independente de consideração da percepção. Porque agora somos capazes de reconhecer um objeto em particular como "aquele mesmo objeto", o "Problema da particularidade" está resolvido: 
"As condições de satisfação de cada experiência e cada memória após o encontro inicial com Sally não são apenas que essas experiência devem ser satisfeitas por uma mulher que satisfaça exatamente a descrição de Sally em termos gerais, mas que elas devem ser causadas pela mesma mulher que provocou outras experiências e memórias de Jones."

## Política
Na década de 1950, como estudante de graduação da Universidade de Wisconsin, Searle foi o secretário da associação "Estudantes contra Joseph McCarthy" (McCarthy era então o senador de Wisconsin).

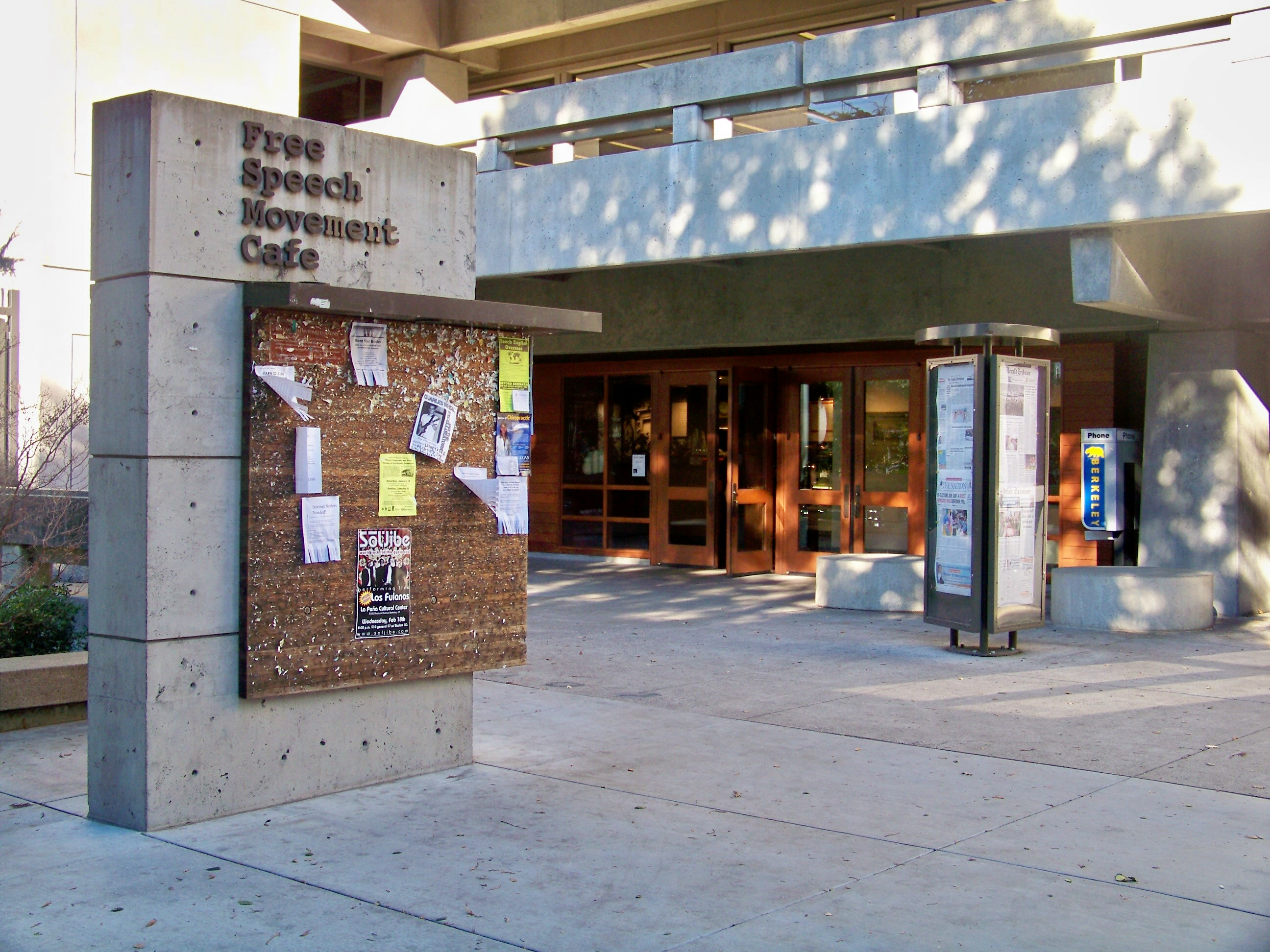
Free Speech Cafe em UC Berkeley

Enquanto um professor em Berkeley, em 1964, juntou-se ao Movimento de Liberdade de Expressão "Free Speech Movement" opostos as políticas da administração da universidade. Mais tarde, em 1969, ele tomou o partido do governo contra os estudantes sobre Parque do Povo (People's Park). Também em 1969, ele atuou como presidente do Comitê de Liberdade Académica do Senado Académico da Universidade da Califórnia.
Searle foi o autor de "A Guerra no Campus: Um olhar solidário a Universidade em Agonia" (1971). O livro tentou investigar as causas por trás dos levantes universitários da época. Nele Searle observou: "Eu tenho sido atacado por ambos, pelo Comitê de Atividades Anti-Americanas e por radicais ... Estilisticamente ele considerou os ataques curiosamente similares. Ambos dependiam fortemente de insinuação e conotações, e ambos exibiam ódio. - quase se poderia mesmo dizer terror - longe de uma análise detalhada e dissecção de argumento". Ele afirmou: ". [M]inha mulher foi ameaçada e eu (e outros membros da administração) poderíamos ser assassinados ou violentamente atacados".  No ano 2000, na Espanha, Searle foi condecorado com o prêmio Jovellanos "Resistência e Liberdade".  Esse prêmio é concedido as pessoas de qualquer parte do mundo que se distinguiram pela sua luta pela liberdade e direitos humanos.
Em um artigo de opinião escrito logo após 9/11/2011, ele argumentou que os ataques foram parte de uma luta de longo prazo, cuja única solução seria eliminar os governos onde o terrorismo é apoiado.

## Assuntos legais
Na década de 1980 Searle e sua esposa, Dagmar, uma advogada, eram os donos de metade de uma propriedade contendo um conjunto de apartamentos com 17 unidades em Berkeley. As leis de Berkeley que controlavam o aluguel estavam causando ao casal perda dinheiro todos os meses . Dagmar, a esposa de Searle, entrou com uma ação alegando que as leis de controle de aluguel eram muito favoráveis aos inquilinos e negavam aos senhorios seus direitos constitucionais. O tribunal decidiu a favor da família Searle. Este julgamento prevaleceu diante do recurso à Suprema Corte da Califórnia. Isso levou a Suprema Corte da Califórnia a derrubar a política de controle de aluguéis da cidade de Berkeley, Califórnia, no que veio a ser conhecida como a "decisão Searle". O governo da cidade afirma que isso levou a um significante aumento nos "valores do aluguel em Berkeley."
Um processo de 2017 alega que as autoridades universitárias não responderam adequadamente às queixas de  Joanna Ong, 24 anos, de avanços sexuais de Searle, e que John Searle a teria agredido sexualmente, no ano anterior, e ainda que Searle cortara seu salário quando Ong rejeitara seus avanços. Consta que antes deste processo judicial de Joanna Ong, a UC Berkeley havia recebido pelo menos três outras queixas de má conduta sexual ao longo de anos, alegando que a Searle havia feito avanços ou feito comentários sexistas em relação a colaboradores. O processo ainda não foi julgado.

## Mapa Conceitual sobre John Searle
Um mapa conceitual é uma estrutura esquemática para representar como o conhecimento sobre determinado assunto está organizado na estrutura cognitiva de seu autor. A seguir é apresentado um mapa conceitual inicial sobre John Searle.

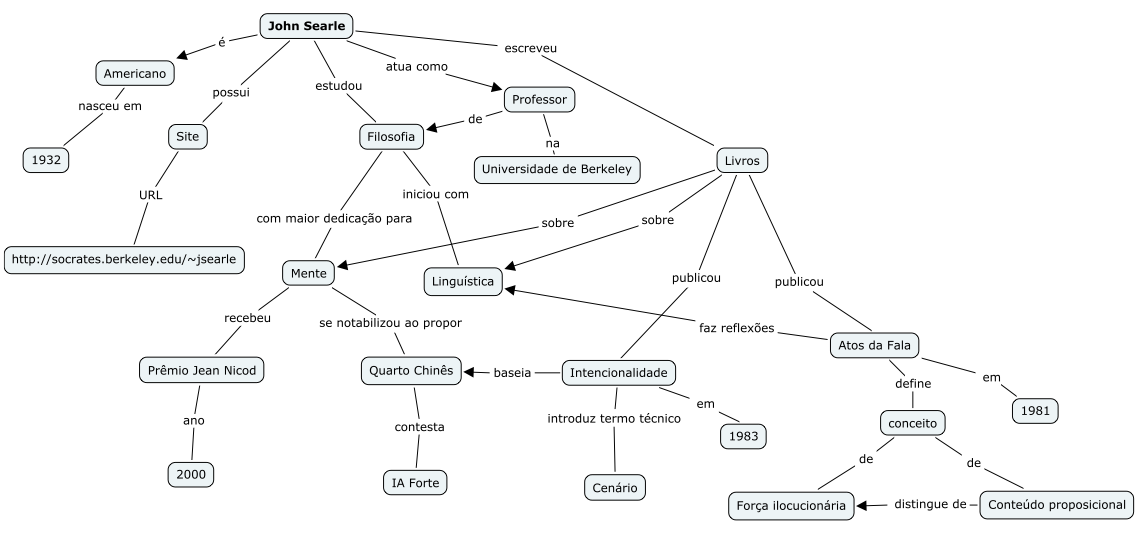
Mapa Conceitual sobre John Searle

### Publicações em língua portuguesa(e original em língua inglesa)
- Os actos de fala: um ensaio de filosofia da linguagem. Coimbra: Almedina, 1984 -  ISBN: 12044398. 127 páginas

Speech Acts: An Essay in the Philosophy of Language (1969)
- Expressão e significado: estudos da teoria dos atos da fala. São Paulo: Martins Fontes: Edição: 2ª (1 de janeiro de 2002) - ISBN: 85-336-0412-2, 85-336-1603-1. 294 páginas

Expression and Meaning: Studies in the Theory of Speech Acts (essay collection; 1979)
- Intencionalidade. São Paulo: WMF Martins Fontes; Edição: 1ª (1 de janeiro de 2002) - ISBN: 85-336-0425-4, 85-336-1723-2. 408 páginas

Intentionality: An Essay in the Philosophy of Mind (1983)
- Mente, cérebro e ciência. Lisboa: Edições 70; Edição: 1987. 2ª ed. (8 de julho de 2015) - ISBN: 85-325-1146-5. 140 páginas

Minds, Brains and Science: The 1984 Reith Lectures (lecture collection; 1984)
- A redescoberta da mente. São Paulo: WMF Martins Fontes; Edição: 1ª (1 de janeiro de 2006) - ISBN: 85-336-0619-2.  388 páginas

The Rediscovery of the Mind (1992)
- O mistério da consciência. São Paulo: Paz e Terra (22 de janeiro de 2008) - ISBN: 85-219-0305-7. 240 páginas

The Mystery of Consciousness (review collection; 1997)
- Mente, linguagem e sociedade: filosofia no mundo real. Rio de Janeiro: Rocco; Edição: 1 (2000) - ISBN: 8532511465. 164 páginas

Mind, Language and Society: Philosophy in the Real World (summary of earlier work; 1998)
- Consciência e linguagem. São Paulo: WMF Martins Fontes; Edição: 1ª (1 de janeiro de 2010) - ISBN: 978-85-7827-279-1. 468 páginas

Consciousness and Language (essay collection; 2002)
- Liberdade e neurobiologia. São Paulo: Editora Unesp; Edição: 1ª (4 de junho de 2008) - ISBN: 978-85-7139-785-9. 104 páginas

Freedom and Neurobiology (lecture collection; 2004)

### Outras publicações
- The Campus War: A Sympathetic Look at the University in Agony (political commentary; 1971)
- The Philosophy of Language (1971)
- Speech Act Theory and Pragmatics (Studies in Linguistics and Philosophy) por John Searle, Ferenc Kiefer, M. Bierwisch (1980)
- Foundations of Illocutionary Logic by John R. Searle and Daniel Vanderveken (1985)
- Searle on Conversation  by John R. Searle, Herman Parret and Jef Verschueren (1992)[nota 12]
- The Construction of Social Reality (1995)
- The mystery of consciousness by John R. Searle, Daniel Clement Dennett, David John Chalmers (1997)
- Mind, Language and Society (1998)
- Conversations with John Searle" John R. Searle e Gustavo Feigenbaum (2001)
- Rationality in Action (2001)
- Mind: A Brief Introduction (summary of work in philosophy of mind; 2004)
- Intentional Acts and Institutional Facts (essay collection; 2007)
- Occidente e multiculturalismo (2008)
- Philosophy in a New Century: Selected Essays (2008)
- John Searle’s Philosophy and Chinese Philosophy" (2008)
- Making the Social World: The Structure of Human Civilization (2010)
- Seeing Things as They Are: A Theory of Perception  (2014)